# Fäden, Farben, Wasser, Dampf
Fäden, Farben, Wasser, Dampf ist der Titel einer Zusammenstellung von 13 Teilrouten eines Stadtrundganges in Wuppertal. Die einzelnen Routen zum Industriezeitalter im Stadtgebiet Wuppertals wurden 2006 der Öffentlichkeit vorgestellt.

## Beschreibung
Die Themenrouten wurden von zwölf Arbeitsgruppen der Geschichtswerkstatt Wuppertal ausgearbeitet. Die Geschichtswerkstatt setzt sich zusammen aus dem Bergischen Geschichtsverein (BGV), Abteilung Wuppertal, sowie zahlreichen Bürgern, Bürgerinnen und Bürgergruppen, der Stadt Wuppertal und dem Historischen Zentrum. Weiter wird die NRW-Stiftung Naturschutz, Heimat- und Kulturpflege als Mitarbeiter beziehungsweise als Sponsor mit 70.000 Euro der Geschichtswerkstatt ausgewiesen.
Die Routen wurden in der Zeit von 2002 bis 2006 ausgearbeitet, die Route Textil im Wuppertal, die zuerst erarbeitet worden ist und nicht unmittelbar zu dem Kreis Fäden, Farben, Wasser, Dampf gehört, kann man als Pilotprojekt der Geschichtswerkstatt ansehen. Diese und die Route Zeitreise Schwebebahn entstanden im Zuge der Regionale 2006, zu der einige thematische Industrierouten in der Region entwickelt wurden. Zum Teil haben die fußläufigen Routen von Fäden, Farben, Wasser, Dampf die gleichen Stationen wie „Textil im Wuppertal“ und „Zeitreise Schwebebahn“, ergänzen diese aber zu größeren Routen.
Die Geschichtswerkstatt ist bei ihrer Arbeit in den industriehistorischen Quartieren der Stadt auf Spurensuche gegangen und hat anhand der erhaltenen Gebäude und Ensembles des 19. und 20. Jahrhunderts ihre Stationen ausgewählt. Diese geschichtlich interessanten Gebäude genießen zum großen Teil den Schutz als Baudenkmal. Rund 200 der knapp 4500 Baudenkmäler Wuppertals wurden dabei mit einbezogen. An vielen Stationen wurden Hinweistafeln angebracht, die die Besonderheit des Objektes darstellen. Die meisten Tafeln wurden auch mit historischen Illustrationen versehen. Vereinzelt hat man auch Stationen ausgewählt, die sich auf nicht mehr vorhandene Objekte beziehen.
Es wird nicht ausgeschlossen, dass weiter Teilrouten entwickelt werden. So sind unter anderem die Barmer Anlagen, das Viertel rund um den Toelleturm, das Luisenviertel, das Briller Viertel sowie der Textilgroßhandel und die Kaufhäuser in Elberfeld bisher nicht in dieser Form erarbeitet.
Neben Flyern und großflächigen Plakaten, die gedruckt worden sind, sind eine Sammlung einzelner Faltblätter zu den jeweiligen Routen sowie zu bislang 1,5 Routen Informationsbroschüren erschienen.
Anfang 2014 wurden einige Schilder der Routen erneuert, einige waren beschädigt.

## Routen

### Route 1: Cronenberg
Route 1: Cronenberg: „Vom Erzabbau zur Werkzeugindustrie“
1.01 – Am Ehrenmal am ehemaligen Gut „Zum Eigen“
1.02 – Bürgerhäuser an der Herichhauser Straße
1.03 – Hofschaft Herichhausen
1.04 – Kremers Fabriken
1.05 – Brunnenhäuschen „Am Born“
1.06 – „An der Hütte“
1.07 – Standbild „Schmied mit seinem Lehrjungen“
1.08 – Bürger- und Arbeiterhäuser an der Schorfer Straße
1.09 – Friedhof an der Schorfer Straße
1.10 – Straßenbahnlinie 5, Haltestelle im Kaltenbachtal
1.11 – Straßenbahnlinie 5, Haltestelle Friedrichshammer
1.12 – Friedrichshammer
1.13 – Hölterhoffskotten
1.14 – „Mundloch“
1.15 – Manuelskotten
1.16 – Petrickshammer
1.17 – „Petricksstraße“
1.18 – Schütterhammer
1.19 – Bergische Museumsbahn

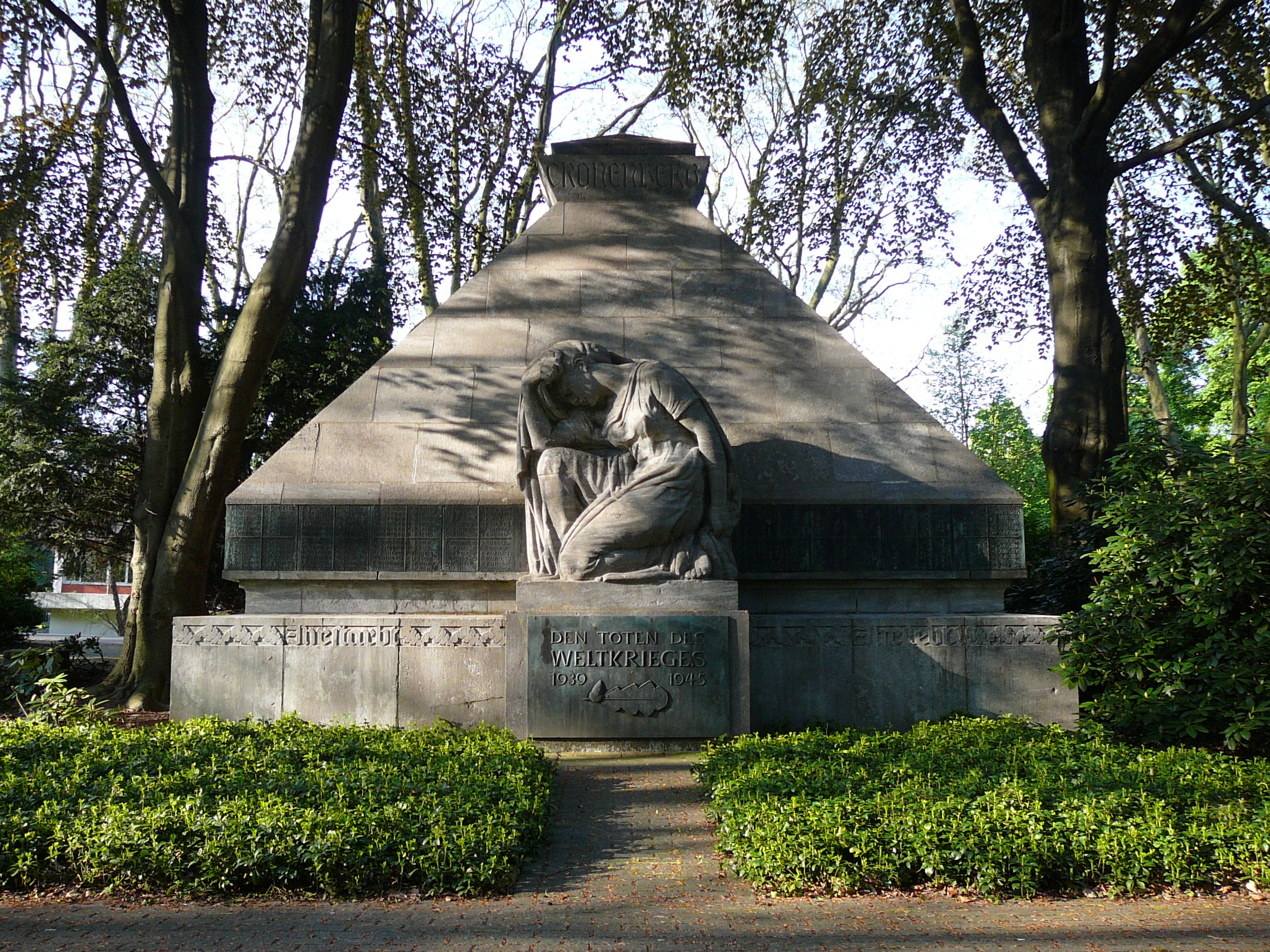
Am Cronenberger Ehrenmal
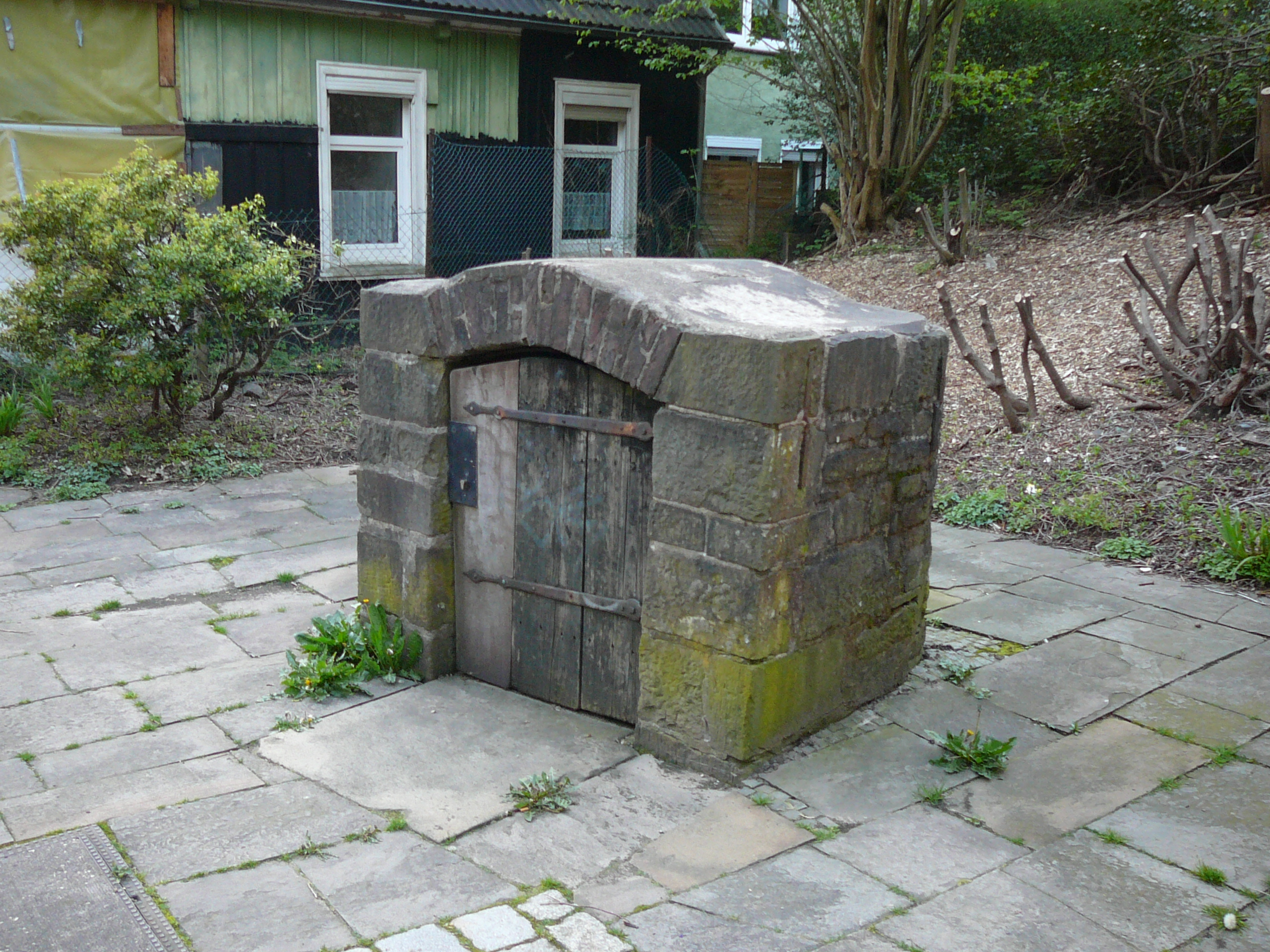
Brunnenhäuschen „Am Born“
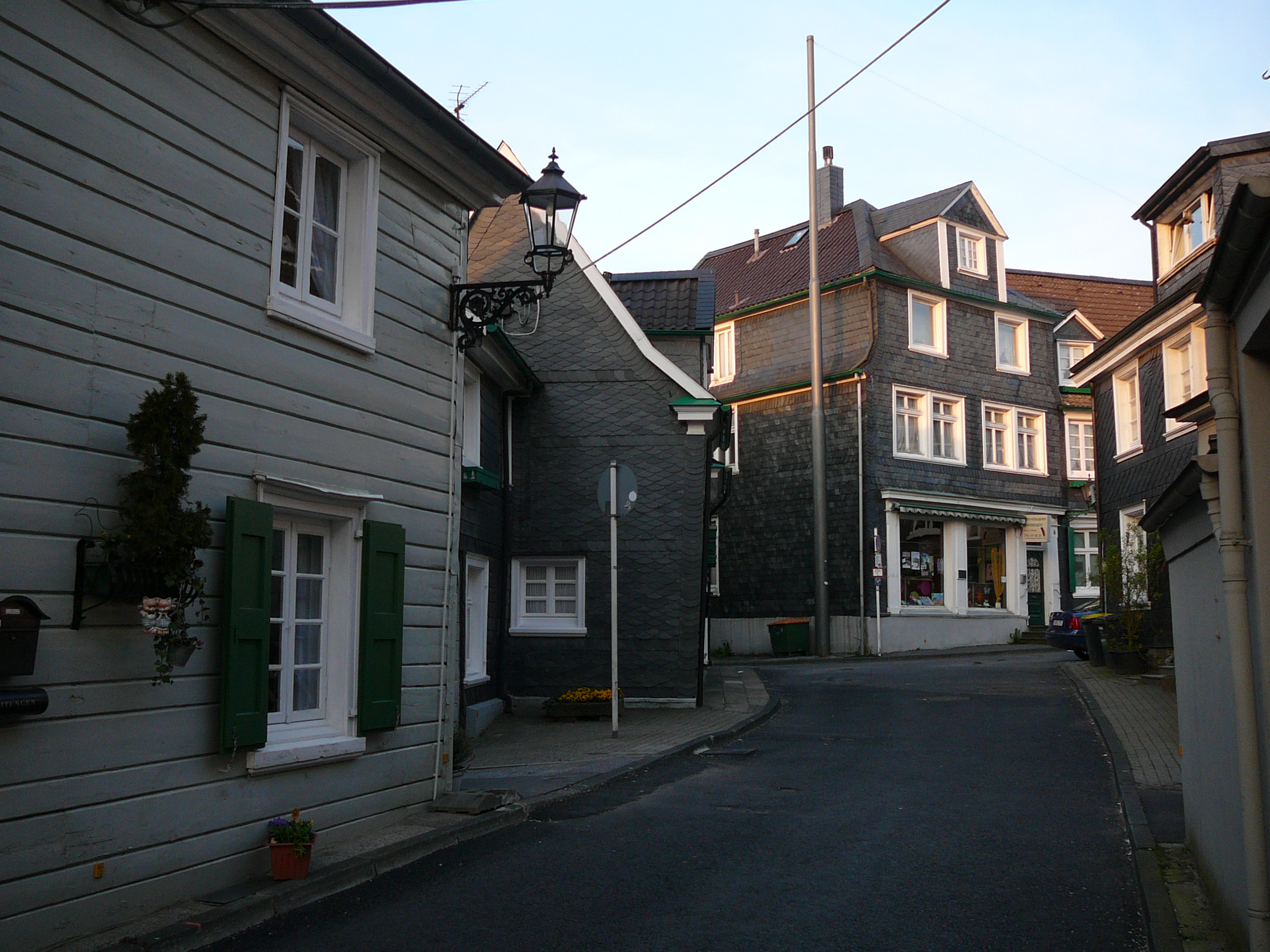
An der Hütte
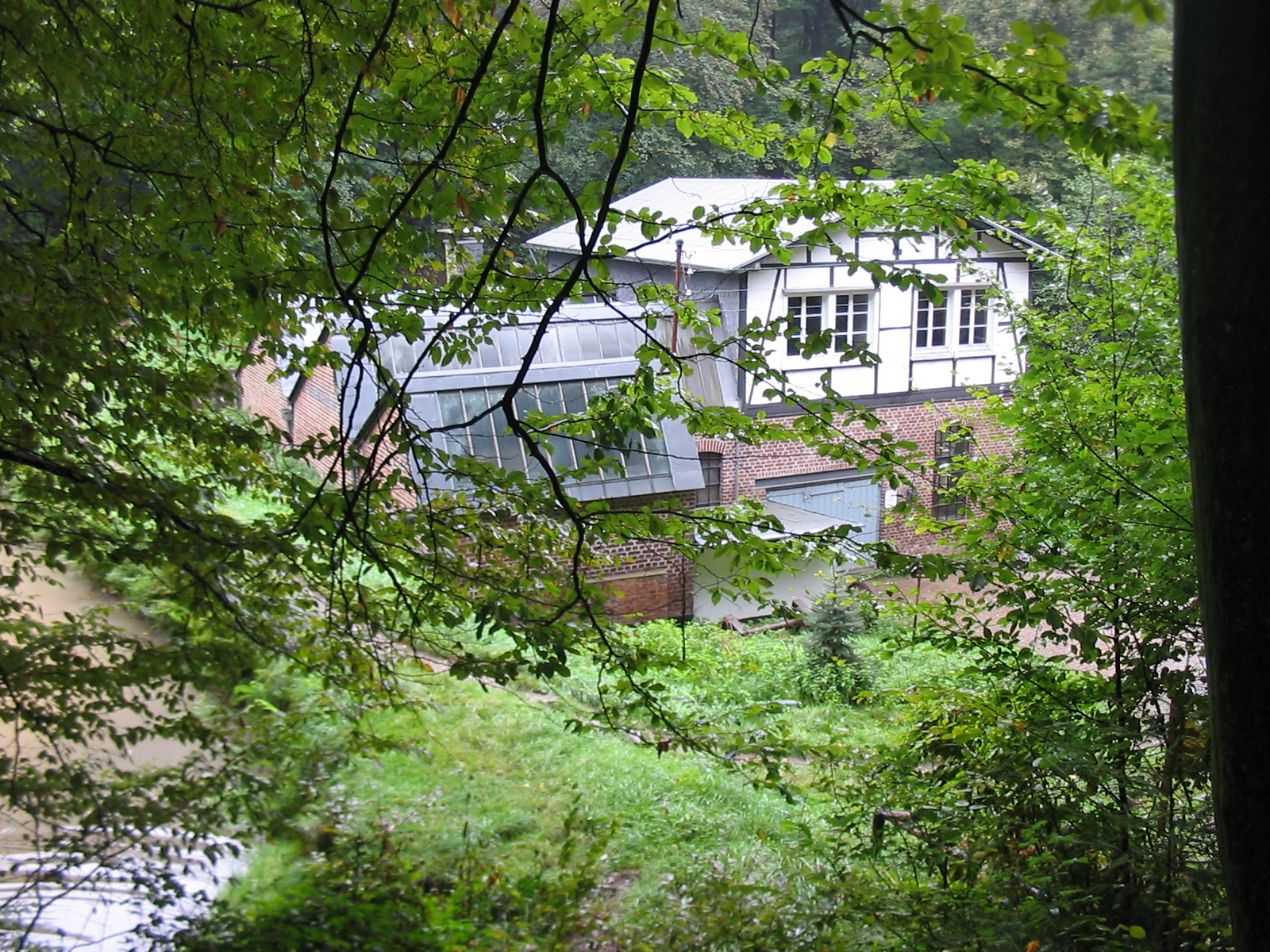
Manuelskotten

### Route 2: Beyenburg
Route 2: Beyenburg: „Nutzung der Wasserkraft und Entwicklung des Wegenetzes“
2.01 – Garnbleicherei und Färberei Colcoton
2.02 – Ehemaliges Amtshaus und Burggelände der Burg Beyenburg
2.03 – Beyenburger Mühle
2.04 – Beyenburger Klosterkirche
2.05 – Landhaus Bilstein
2.06 – Bandweberei Bremke
2.07 – Beyenburger Furt und Fußgängersteg Beyenburg-Schemm
2.08 – Fischbauchbrücke Beyenburg
2.09 – Evangelische Kirche Beyenburg
2.10 – Beyenburger Bahnhof
2.11 – Fuhrunternehmen Vorberg
2.12 – Brennerei und Brauerei Braselmann
2.13 – Beyenburger Brücke
2.14 – Gasthof Porta Westfalica
2.15 – Napoleonstor

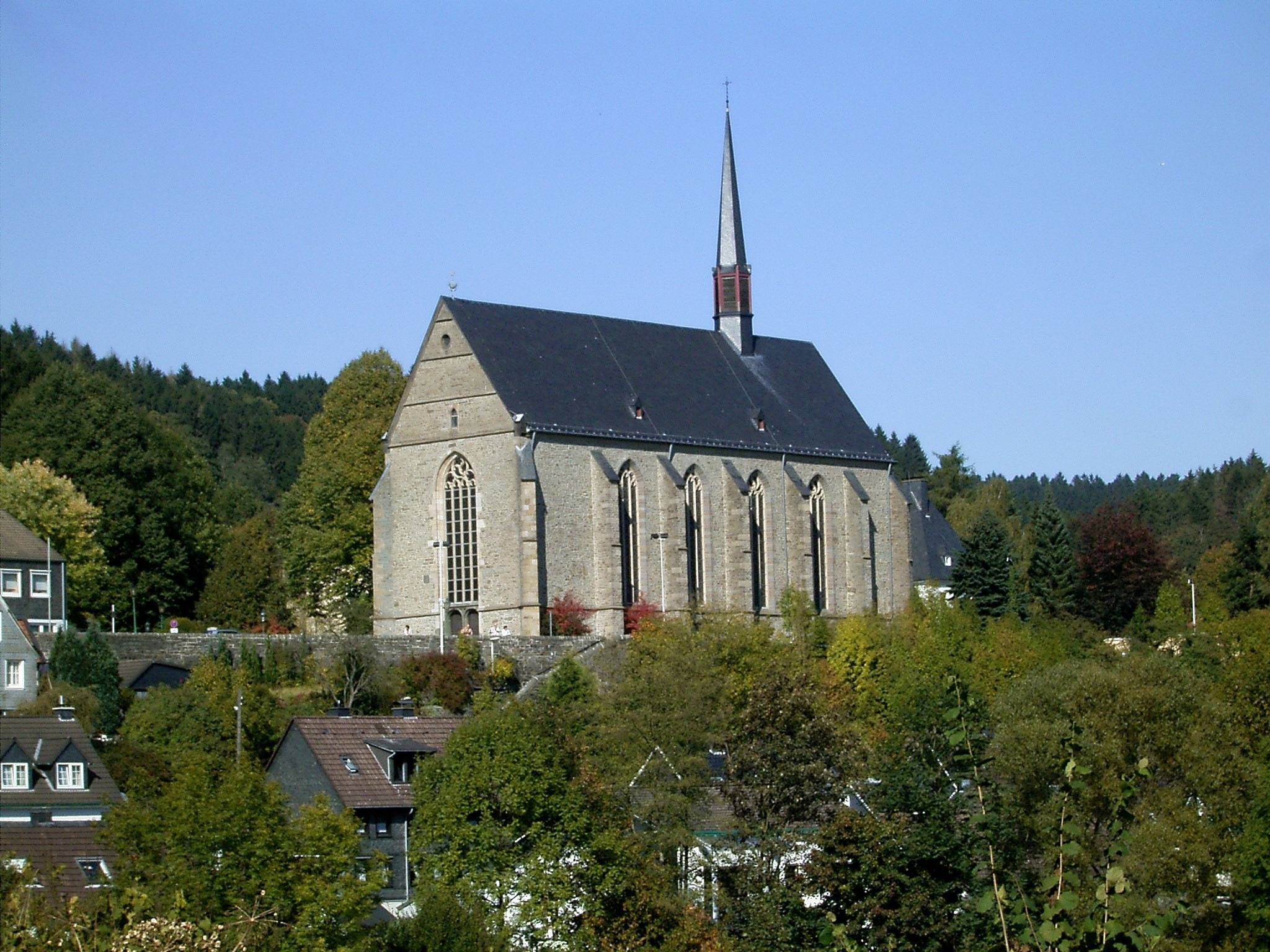
Beyenburger Klosterkirche
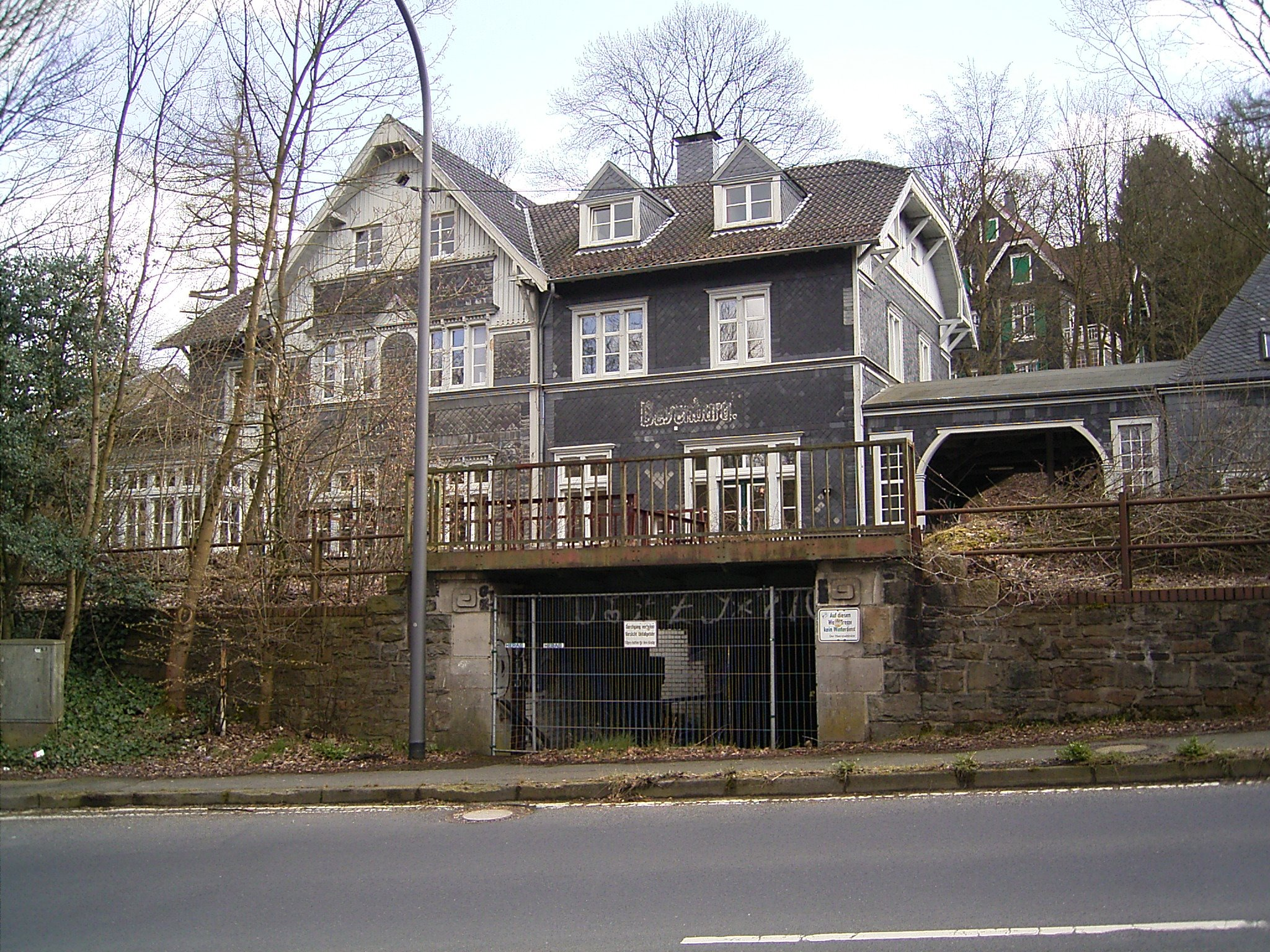
Bahnhof Beyenburg
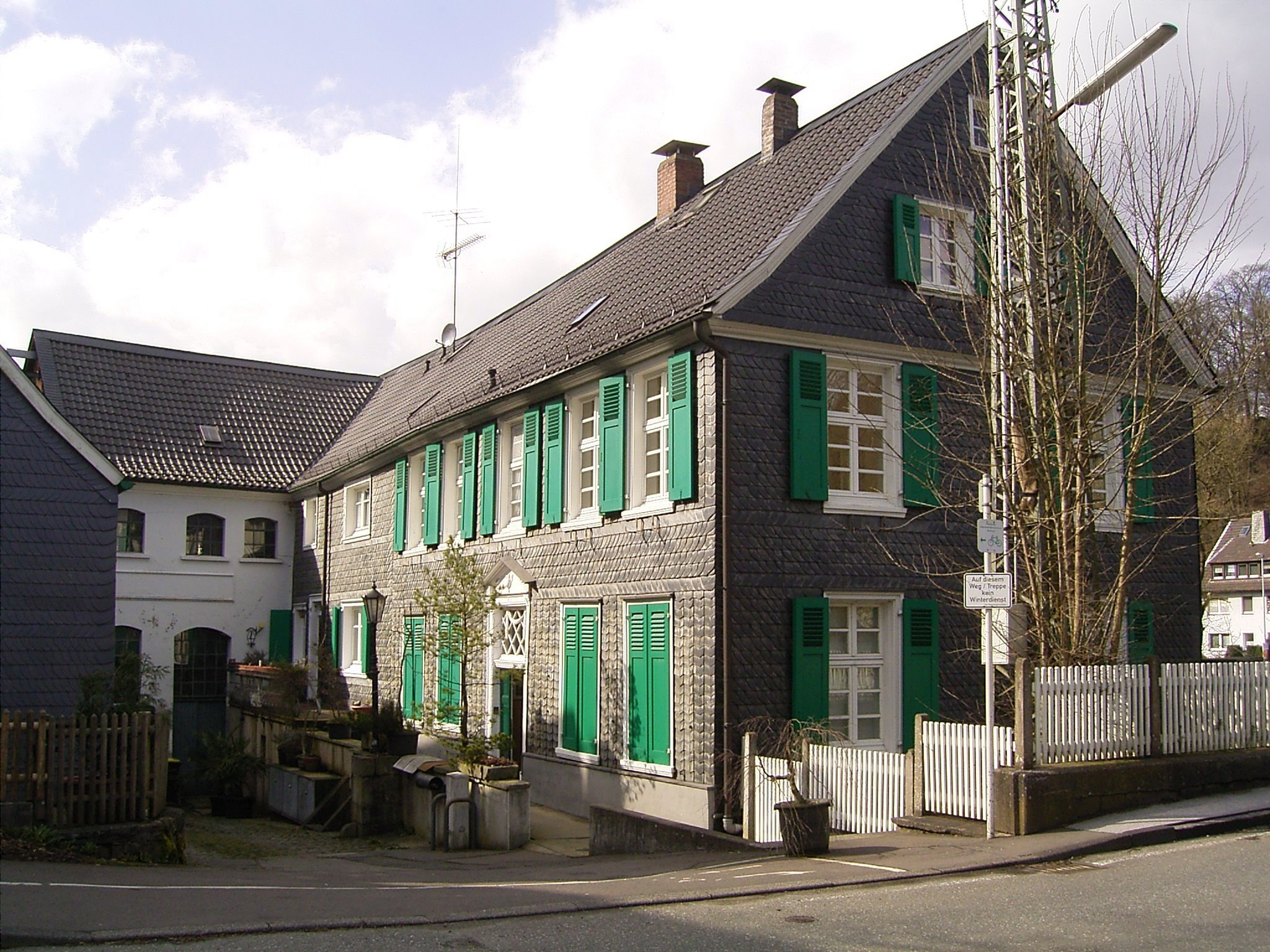
Brennerei Braselmann
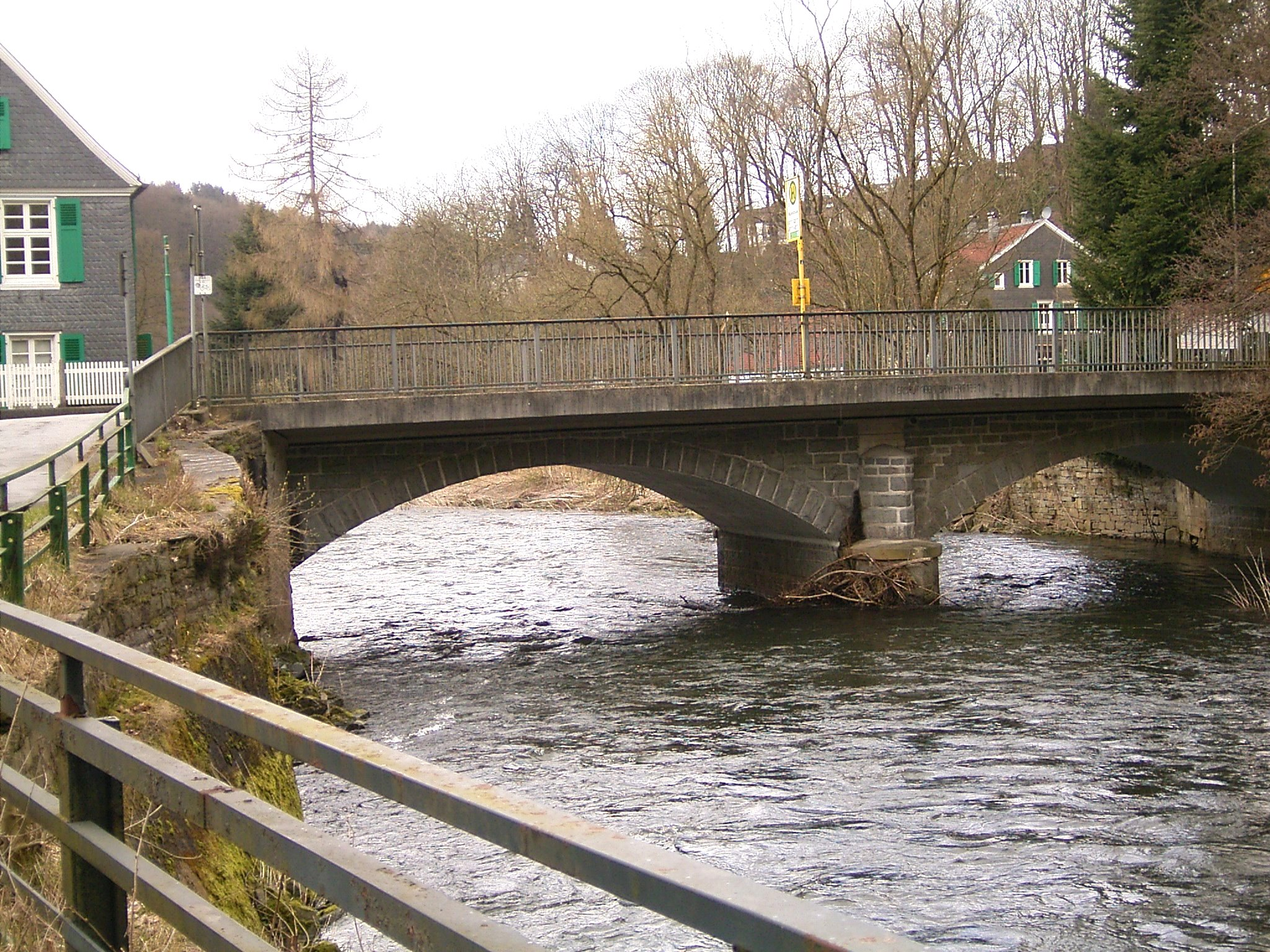
Beyenburger Brücke

### Route 3: Heckinghausen
Route 3: Heckinghausen-Öhde: „Vom Bleichen zur „Kunstseide“ – 500 Jahre Textilgeschichte“
3.01 – Verkehrszentrum Oberbarmen
3.02 – Ehemalige Färberei Auf der Bleiche
3.03 – Gasbehälter Heckinghausen
3.04 – Ehemaliger Milchhof Barmen
3.05 – Ehemalige Wasser- und Lichtwerke Barmen
3.06 – Ehemaliges Stadtbad Auf der Bleiche
3.07 – Bockmühleck
3.08 – Heckinghauser Zollbrücke
3.09 – Dampfmaschinenfabrik Siller & Jamard
3.10 – Nietenfabrik Robert Zinn, Engels & Co.
3.11 – Wuppertaler Bahnen AG
3.12 – Textilfabrik Lucas & Vorsteher
3.13 – Straßenbahnhaltestelle am Tor 5 der J. P. Bemberg AG
3.14 – Villa Hölken und Eisengarnfabrik Hölkenseide GmbH
3.15 – Bockmühlbrücke
3.16 – Bleicherei und Färberei Friedrich Wülfing
3.17 – Färberei der J. P. Bemberg AG
3.18 – Verwaltungsgebäude der J. P. Bemberg AG
3.19 – Bleicherhaus Lüttringhaus
3.20 – Bleicherhaus Kikuth

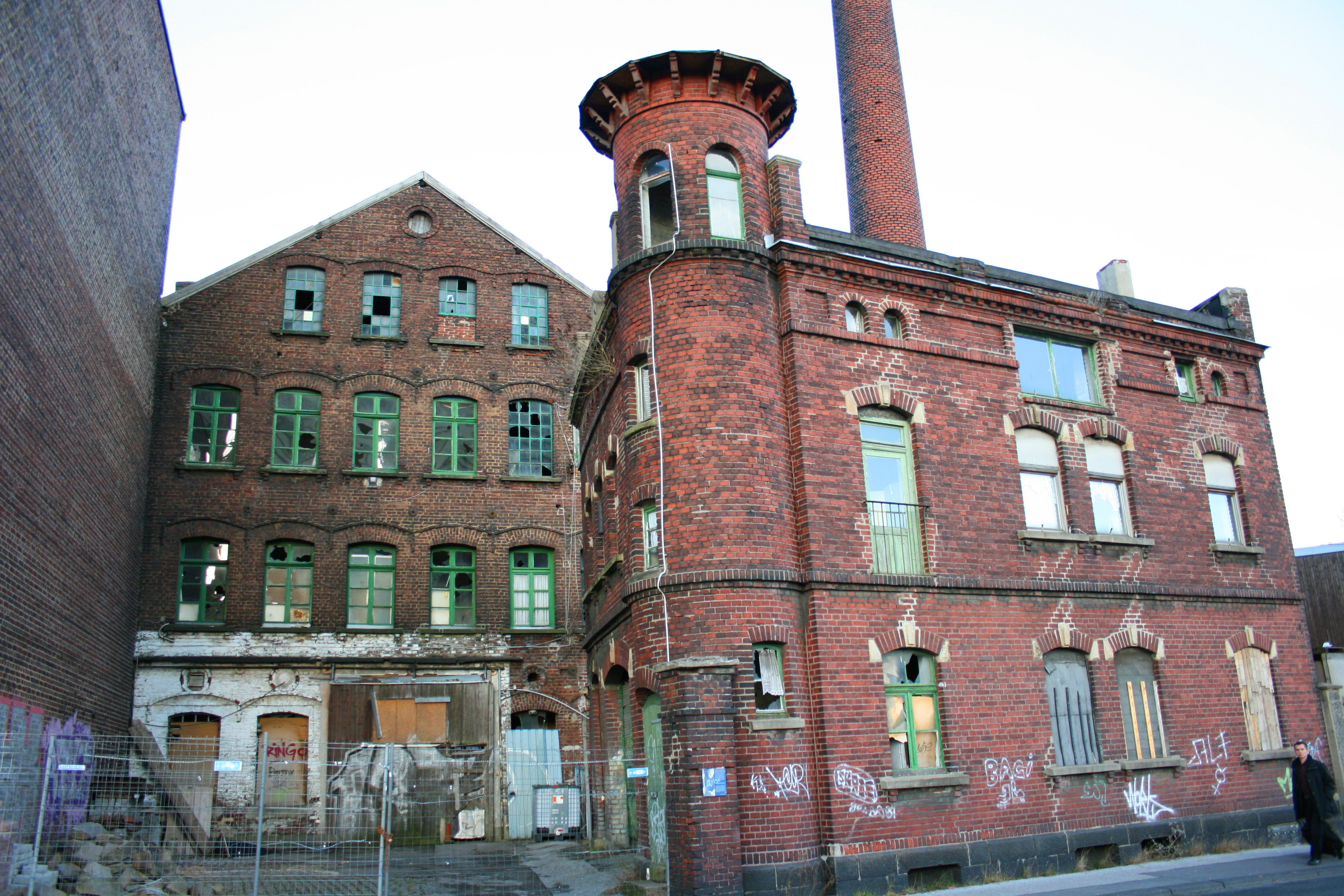
Färberei Auf der Bleiche
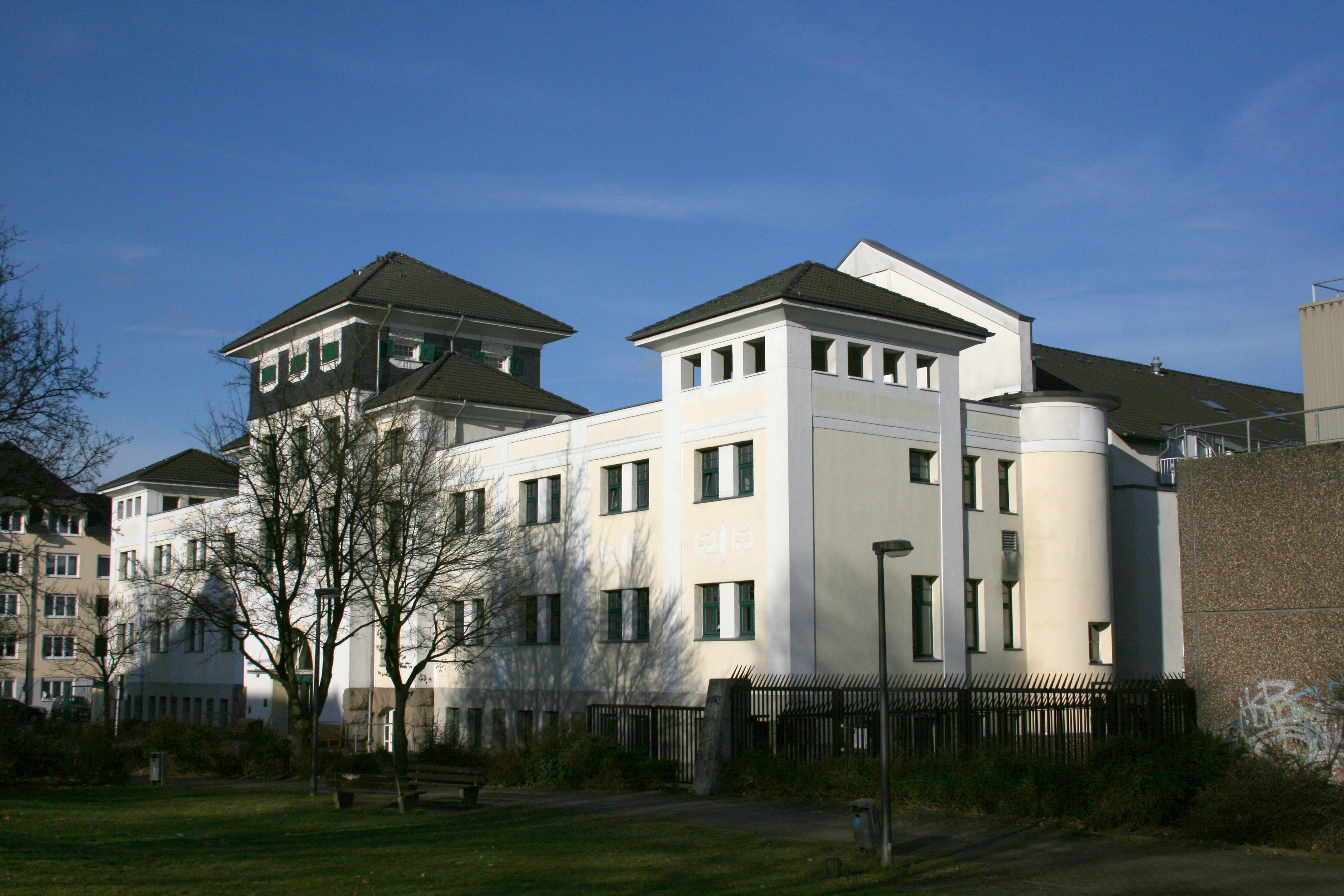
Stadtbad Auf der Bleiche
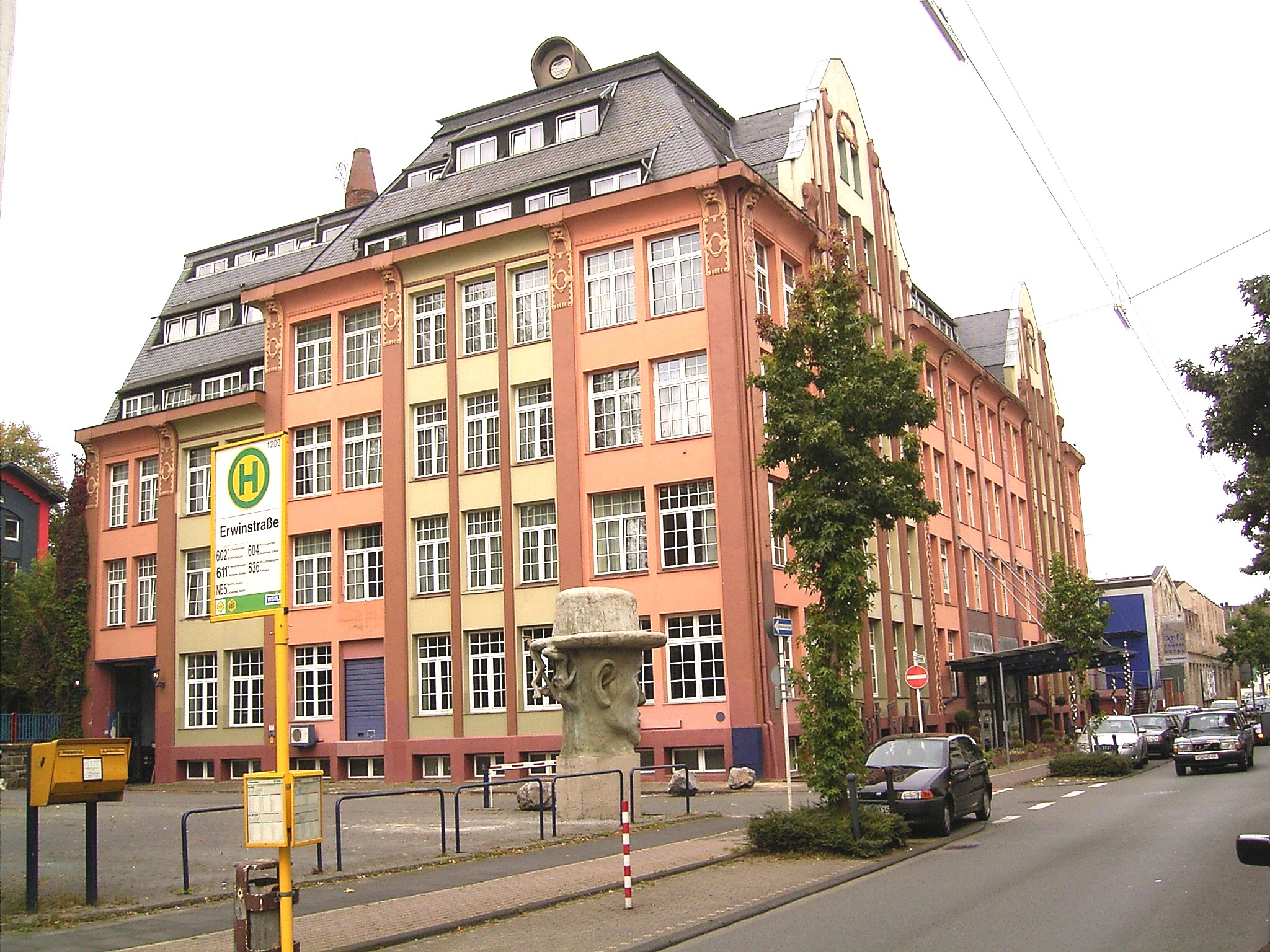
Knopffabrik Robert Zinn, Engels & Co
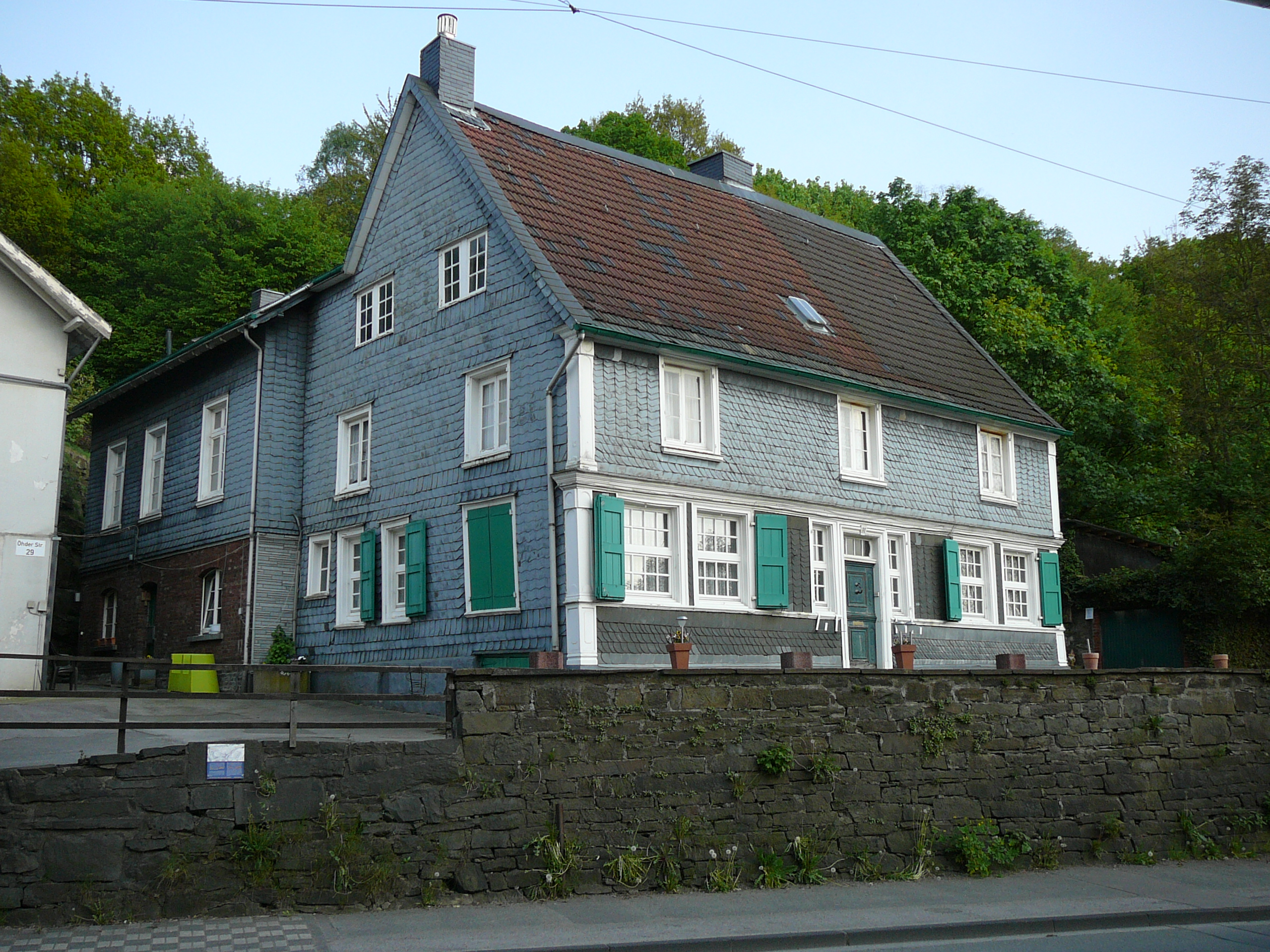
Bleicherhaus Lüttringhaus

### Route 4: Ronsdorf
Route 4: Ronsdorf: „Auf den Spuren der Bandwirker und einer vorindustriellen Stadtgründung“
4.01 – Bandwirker-Denkmal auf dem Bandwirkerplatz
4.02 – Elias-Eller-Gedenkstein
4.03 – Reformierte Kirche Ronsdorf
4.04 – Reformierte Schule Ronsdorf
4.05 – Reformiertes Pastorat Ronsdorf
4.06 – Bandwirkerhäuser mit Shedgebäude
4.07 – Arbeiterhäuser
4.08 – Bandwirkerhaus
4.09 – Gärtnerei Arends
4.10 – Bürgerhäuser vor der Stadt
4.11 – Bandfabrik J.H. vom Baur Sohn
4.12 – Gaststätte Zum Bergischen Haus
4.13 – Gaststätte Kimpel
4.14 – Preußische Bandwirkerschule

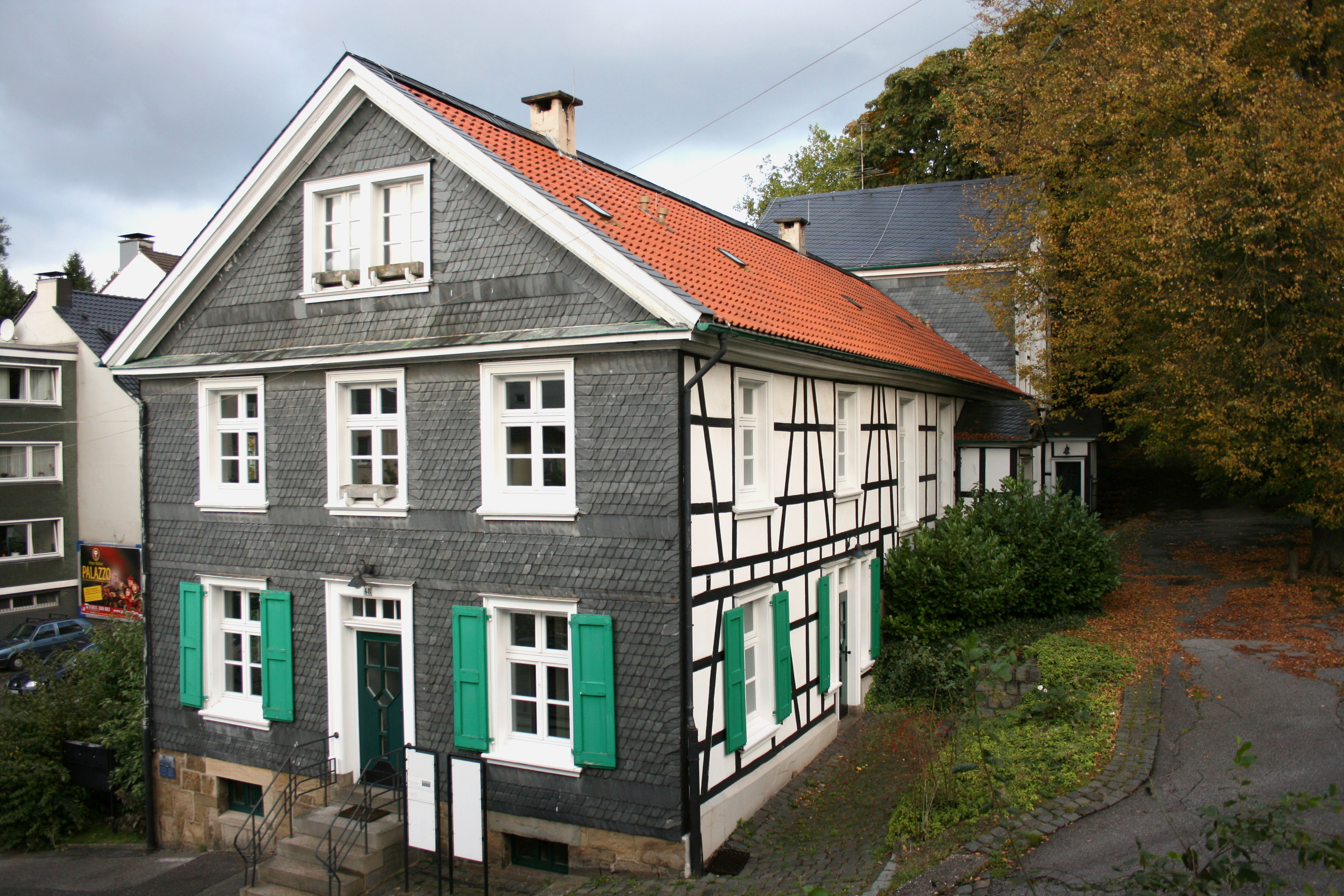
Reformierte Schule
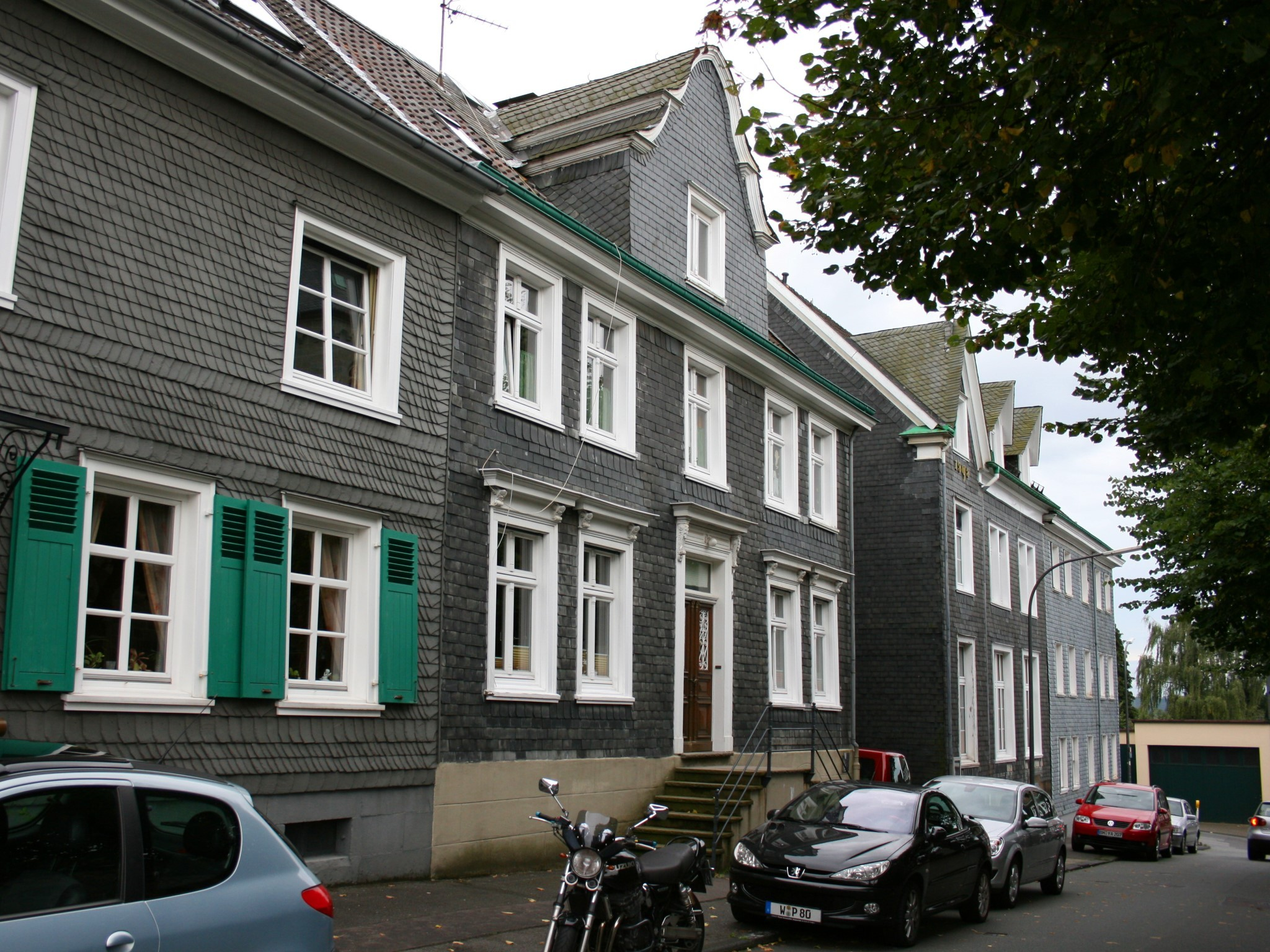
Reformiertes Pastorat
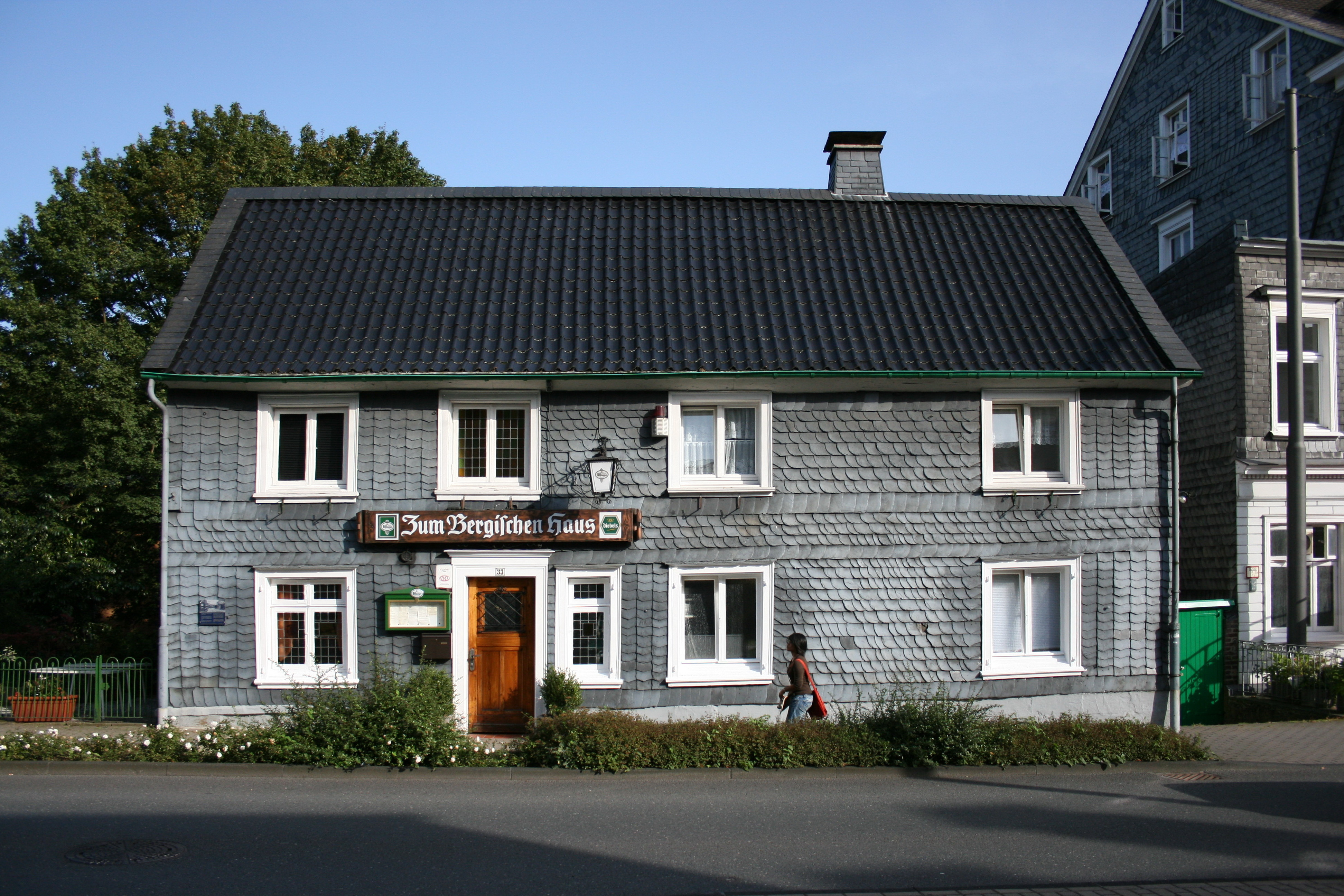
Gaststätte Zum Bergischen Haus
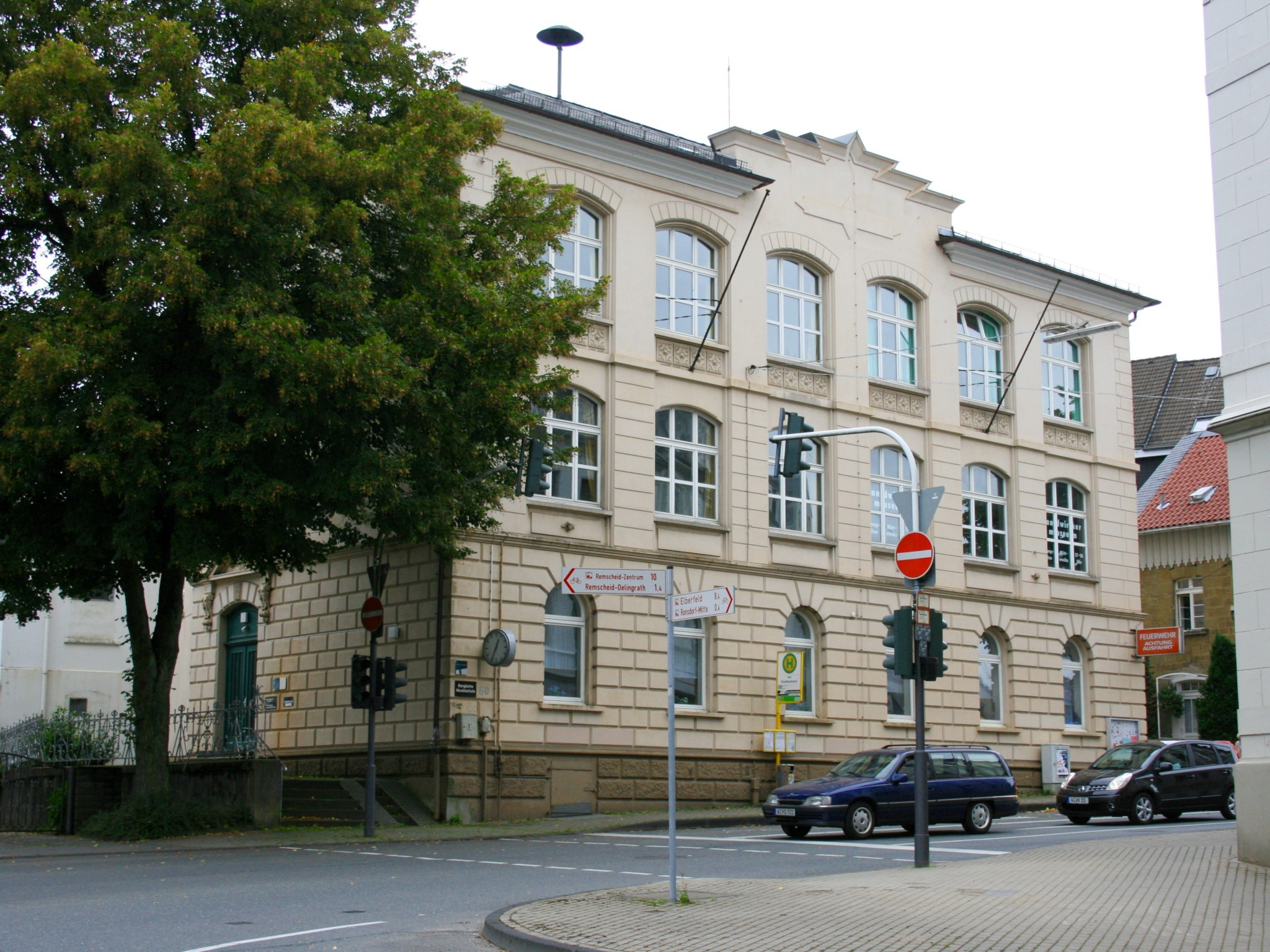
Preußische Bandwirkerschule

### Route 5: Friedrich-Ebert-Straße/Arrenberg
Route 5: Friedrich-Ebert-Straße/Arrenberg: „Prachtstraße mit Fabriken / Arbeiterviertel und Armenhilfe“
5.01 – Schwebebahnstation Pestalozzistraße
5.02 – Kaiserin-Augusta-Stift
5.03 – Arbeiterwohnungsbau der Gründerzeit in der Löwenstraße
5.04 – Färberei Von Hagen & de Haas
5.05 – Evangelisches Versammlungshaus Volksmissionarin Hanna Faust
5.06 – Alt-Arrenberg
5.07 – Waisenhaus Arrenberg
5.08 – Ferdinand-Sauerbruch-Klinikum
5.09 – Trinitatiskirche
5.10 – Desinfektionsanstalt
5.11 – Wohnhaus und Fabrik Wilhelm Boeddinghaus
5.12 – Alte Elberfelder Papierfabrik
5.13 – Westenstofffabrik Reimann & Meyer
5.14 – Fuhrunternehmen Josef Kürten
5.15 – Wohnhaus Friedrich Bayer
5.16 – Handelsfirma Ferd. Esser & Co.
5.17 – Fuhrunternehmen E. Mörth
5.18 – Futterstofffabrik Herminghaus & Co.
5.19 – Küpper-Brauerei
5.20 – Bierlagerhaus der Küpper-Brauerei
5.21 – Elberfelder Kraftwerk

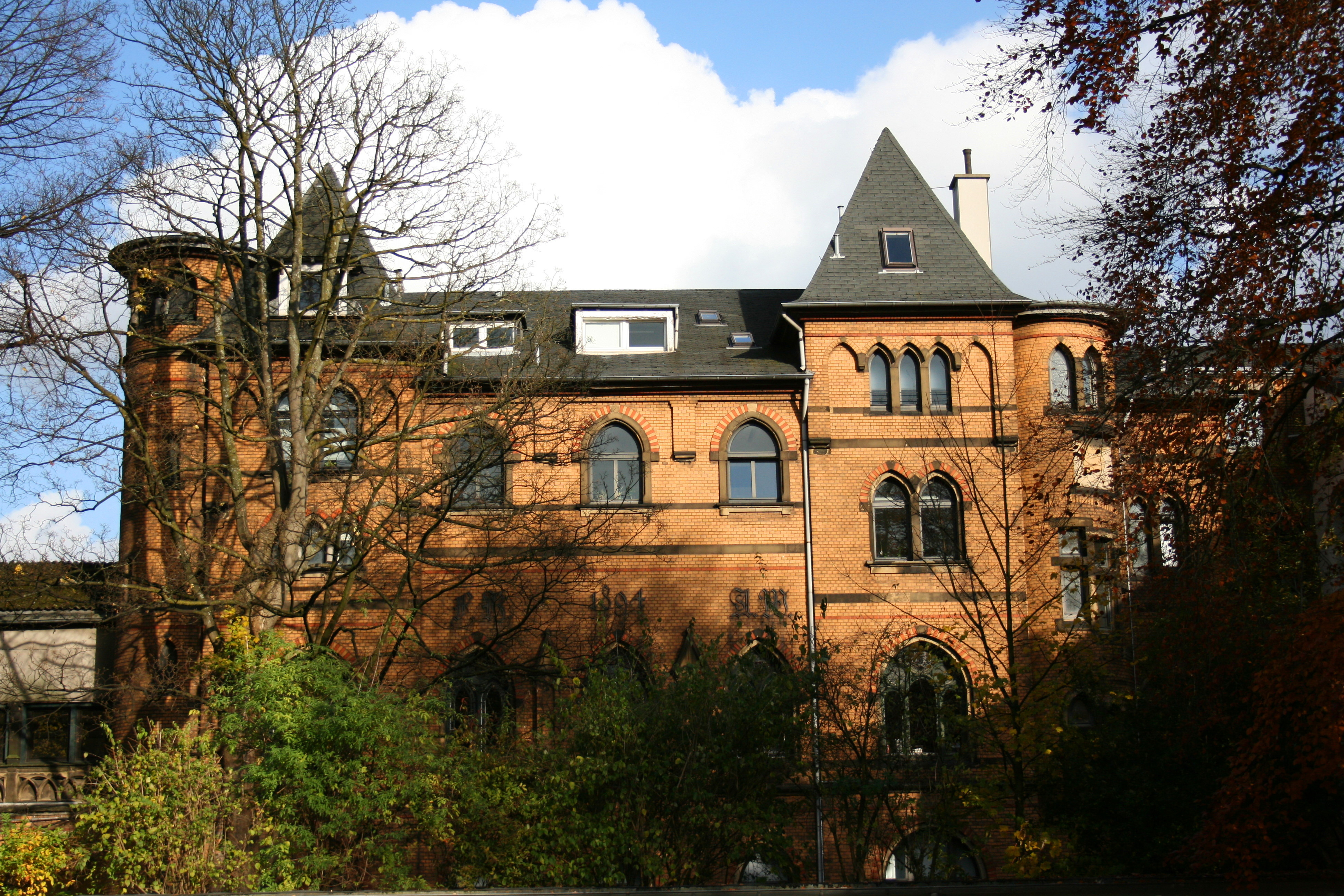
Wohnhaus Friedrich Bayer
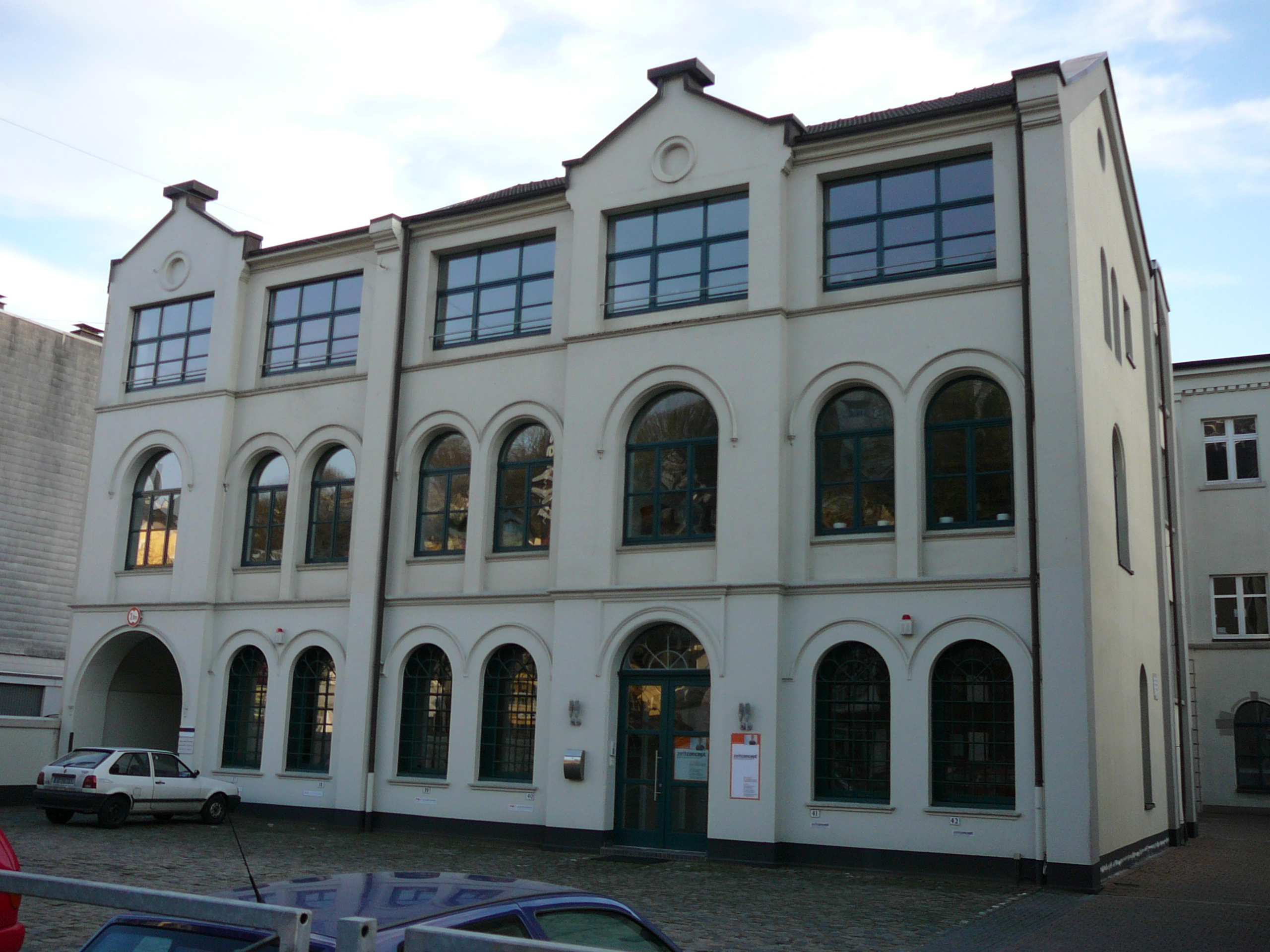
Futterstofffabrik Herminghaus & Co.
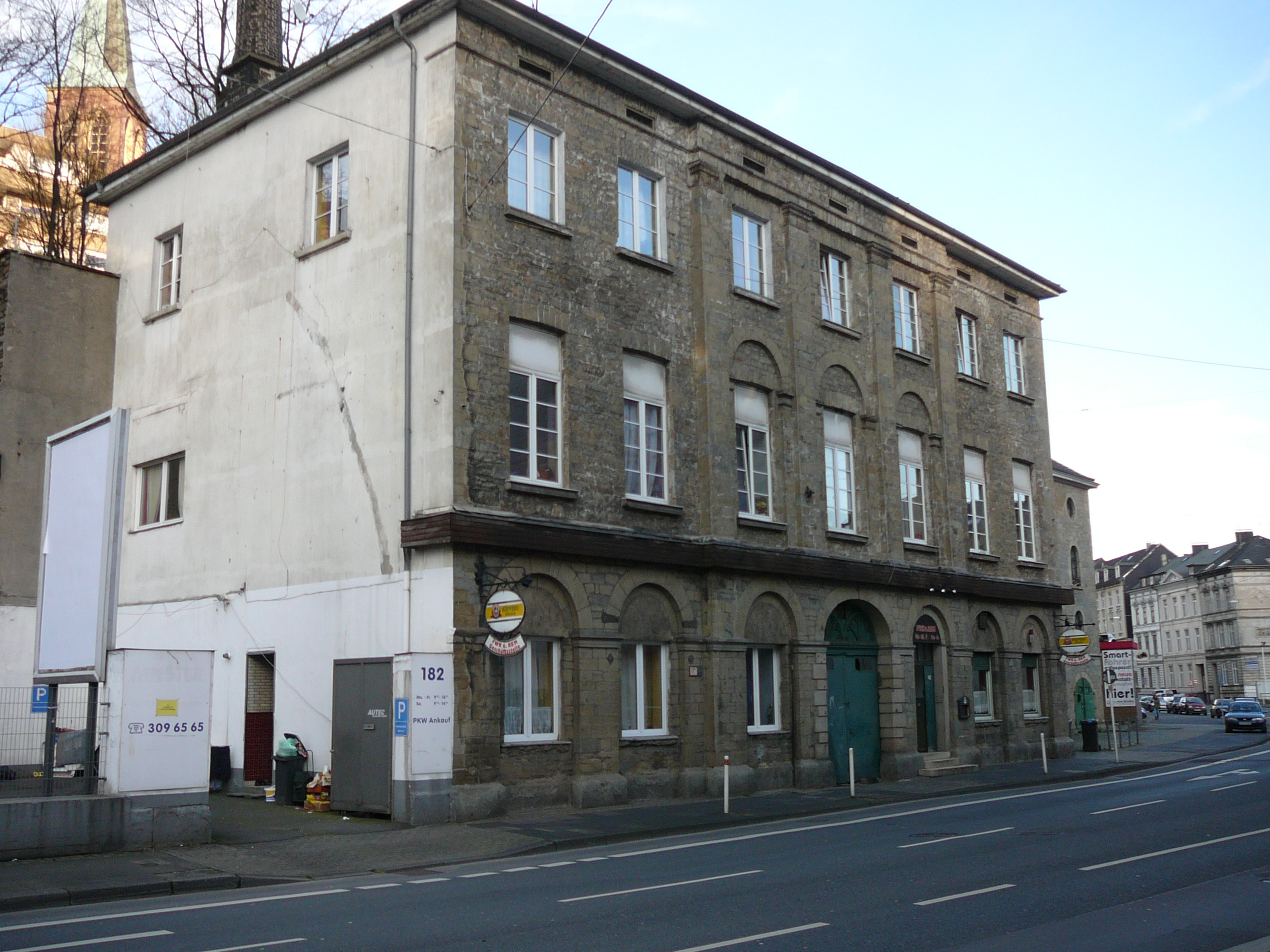
Küpper-Brauerei
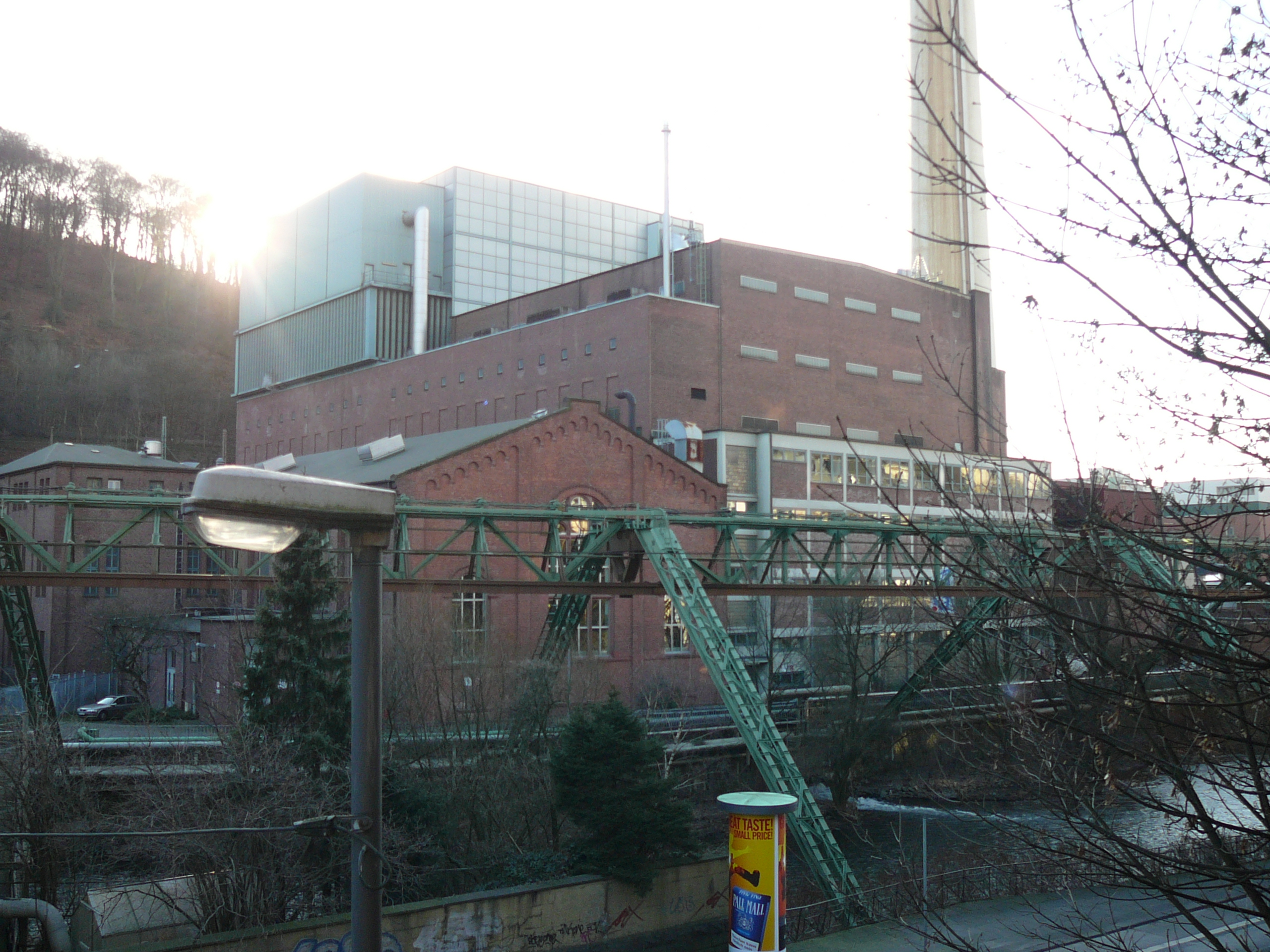
Heizkraftwerk Wuppertal-Elberfeld

### Route 6: Wichlinghausen
Route 6: Wichlinghausen: „"Barmer Artikel" - Spitzen, Litzen und Bänder in aller Welt“
6.01 – Flechterei und Spitzenfabrik Emil Flüs
6.02 – Reißverschlussfabrik Riri
6.03 – Schimmelsburg
6.04 – Bleicherhaus An der Wiesche
6.05 – Bandfabrik Knebel
6.06 – Posamentenfabrik Rohde & Frowein
6.07 – Textil-Industrie-AG
6.08 – Bandfabrik W. Schüller & Sohn
6.09 – Textilmaschinenfabrik Walter Kellner AG
6.10 – Wohnhaus Schievelbusch
6.11 – Seidenbandfabrik Mittelsten Scheid
6.12 – Villa Am Diek 54
6.13 – Villa Halstenbach
6.14 – Haus Abendfrieden
6.15 – Bandfabrik Saatweber & Sieper
6.16 – Flechtartikelfabrik Rabanus & Liebmann
6.17 – Matratzenfabrik Schlaraffia-Werke Hüser & Co.
6.18 – Wohnhäuser der Barmer Baugesellschaft für Arbeiterwohnungen

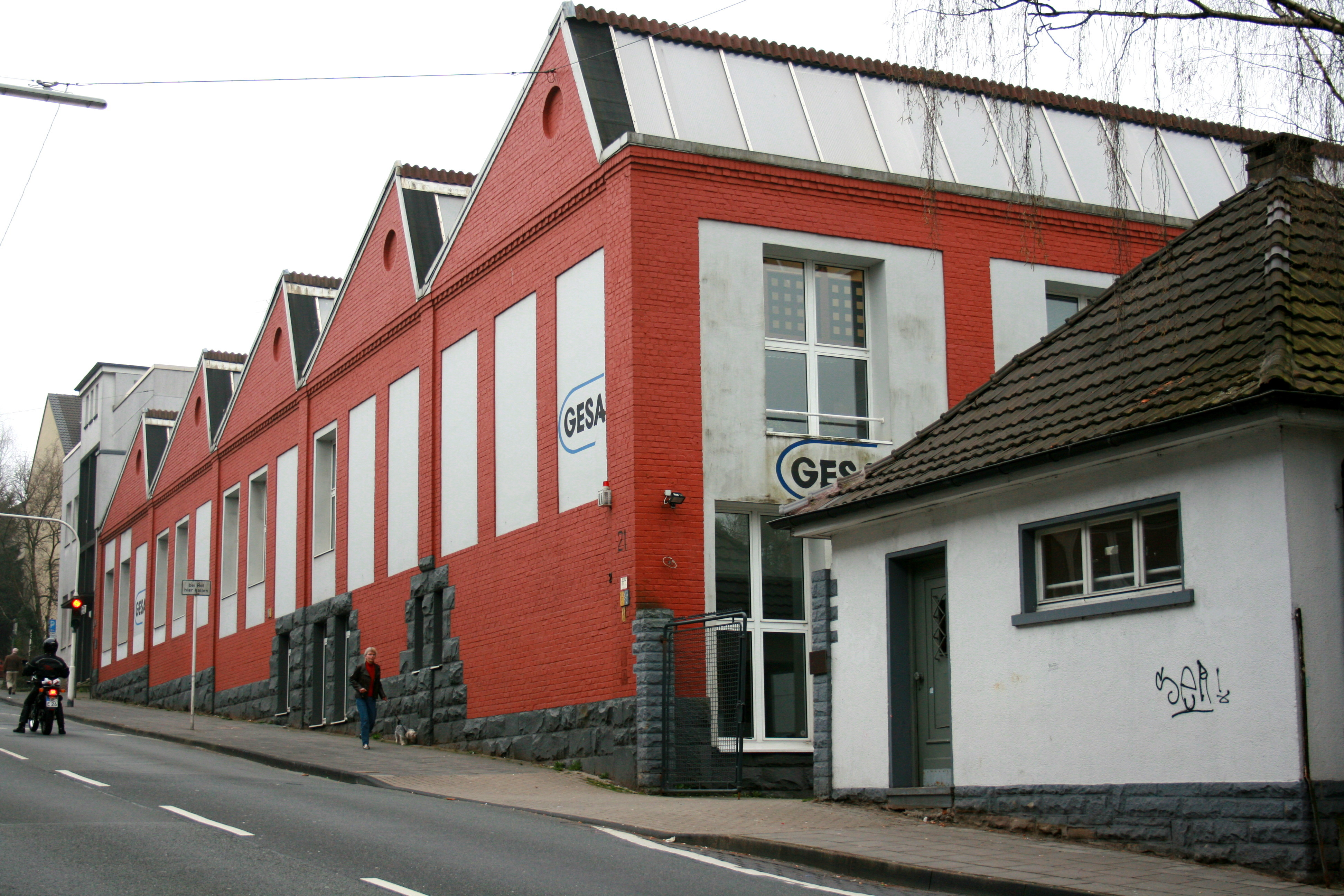
Reißverschlußfabrik RiRi
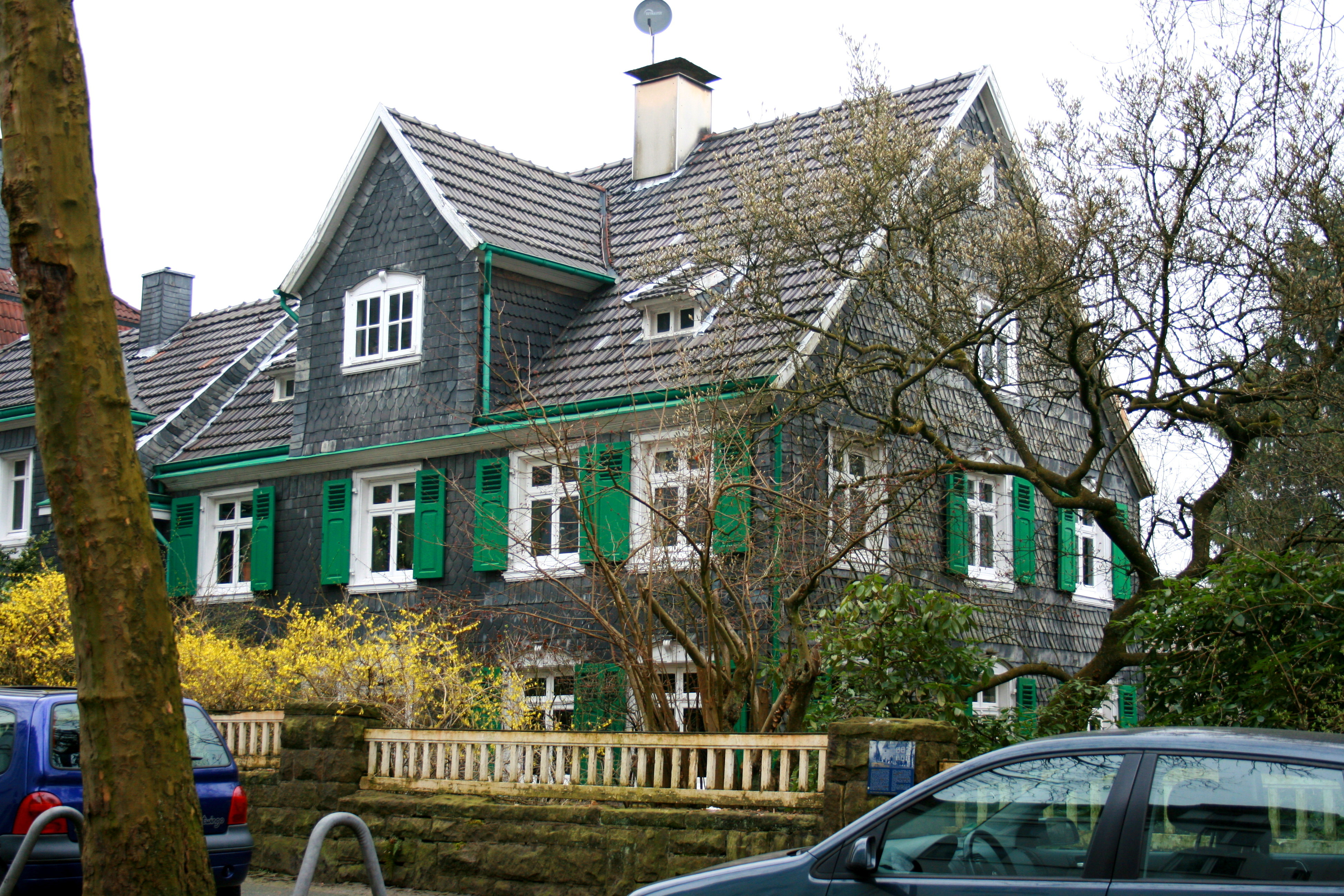
Schimmelsburg
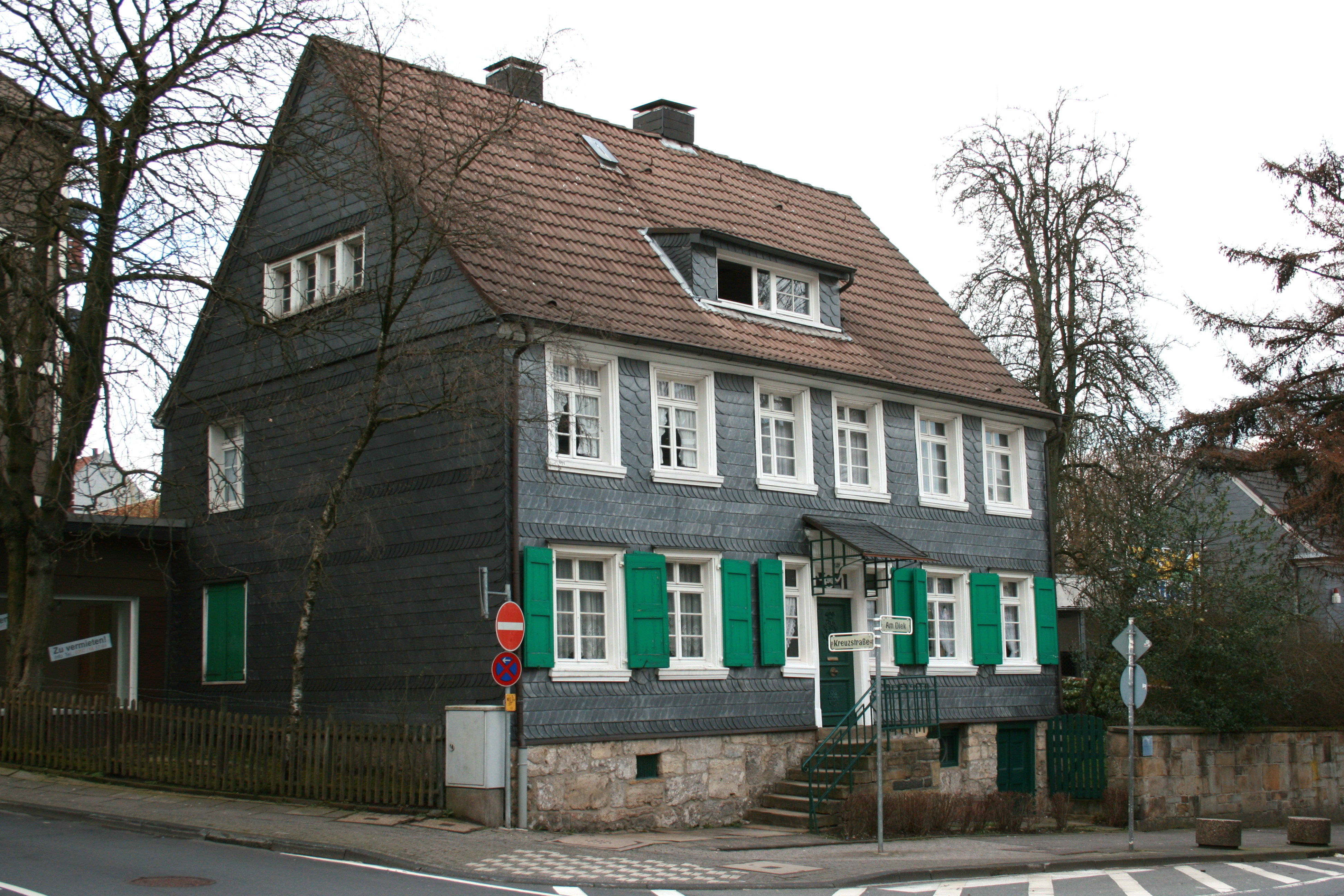
Wohnhaus Schievelbusch
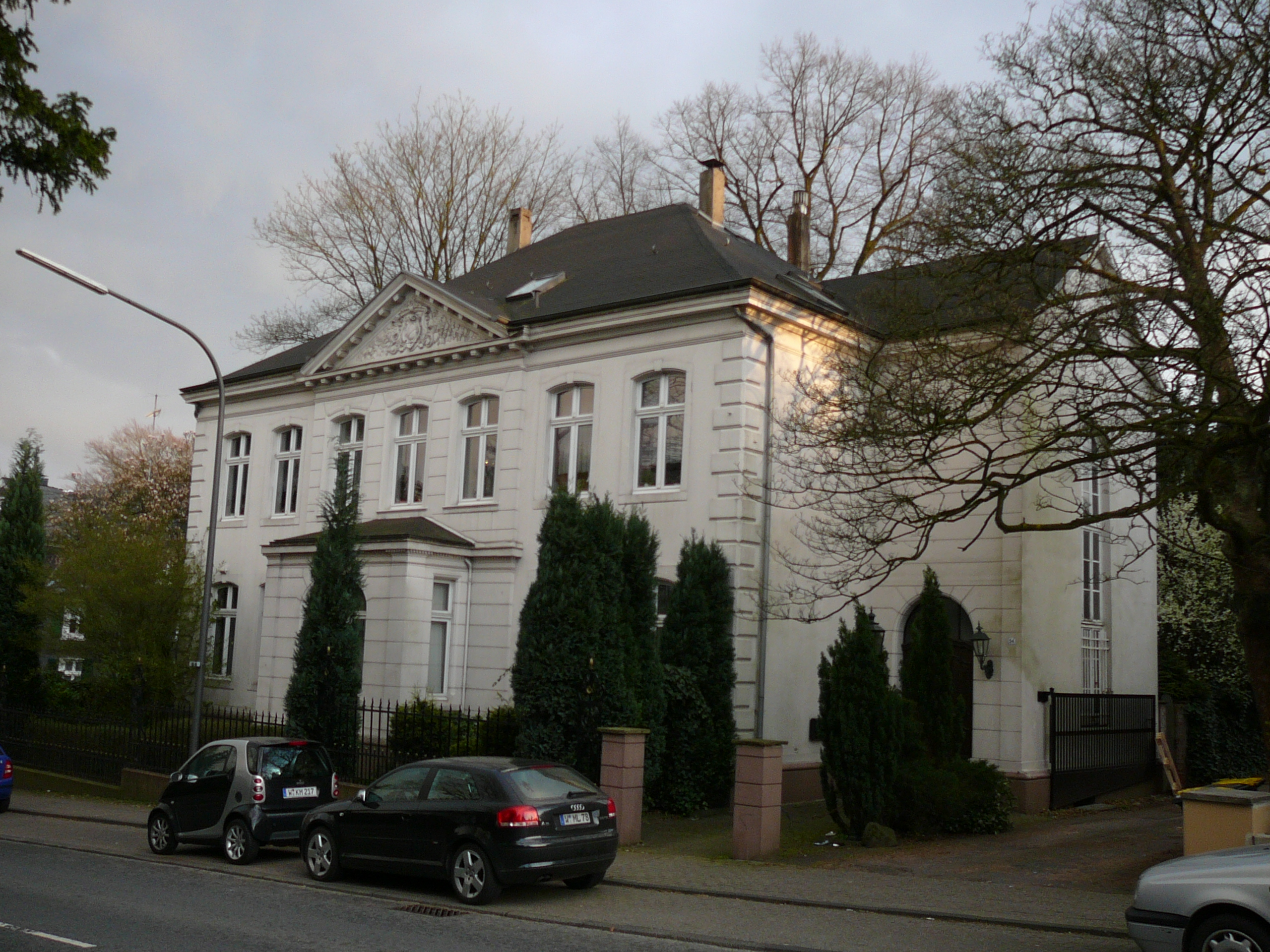
Villa Am Diek 54

### Route 7: Unterbarmen
Route 7: Unterbarmen: „Gesellschaftliches Leben an der repräsentativen Allee“
7.01 – Meisenburgsche Häuser
7.02 – Logenhaus
7.03 – Hotel Hegelich
7.04 – Bandfabrik Wilhelm Büsgen
7.05 – Villa Wittenstein
7.06 – Beschlägefabrik Soberay, Ley & Simmer
7.07 – Gasthof Zur Stadt London
7.08 – Band- und Kunstweberei Kruse & Söhne AG
7.09 – Unterbarmer Friedhof
7.10 – Wohnhaus Hermann Enters
7.11 – Auer Schule
7.12 – Gaststätte Johann Wilhelm Kölsch
7.13 – Maschinenfabrik Rittershaus & Blecher
7.14 – Rheinische Möbelstoff-Weberei (RMW)
7.15 – Gesellschaftshaus Union
7.16 – Haus Robert Dahlmann
7.17 – Haus G. Wittenstein-Troost
7.18 – Cleff’sche Mühle, heute Gaststätte Kornmühle
7.19 – Bankhaus von der Heydt-Kersten & Söhne, Filiale Friedrich-Engels-Allee 256
7.20 – Unterbarmer Hauptkirche
7.21 – Farbenfabrik Wülfing, Dahl & Co. AG
7.21 – Dampfmaschinenfabrik A. Wevers

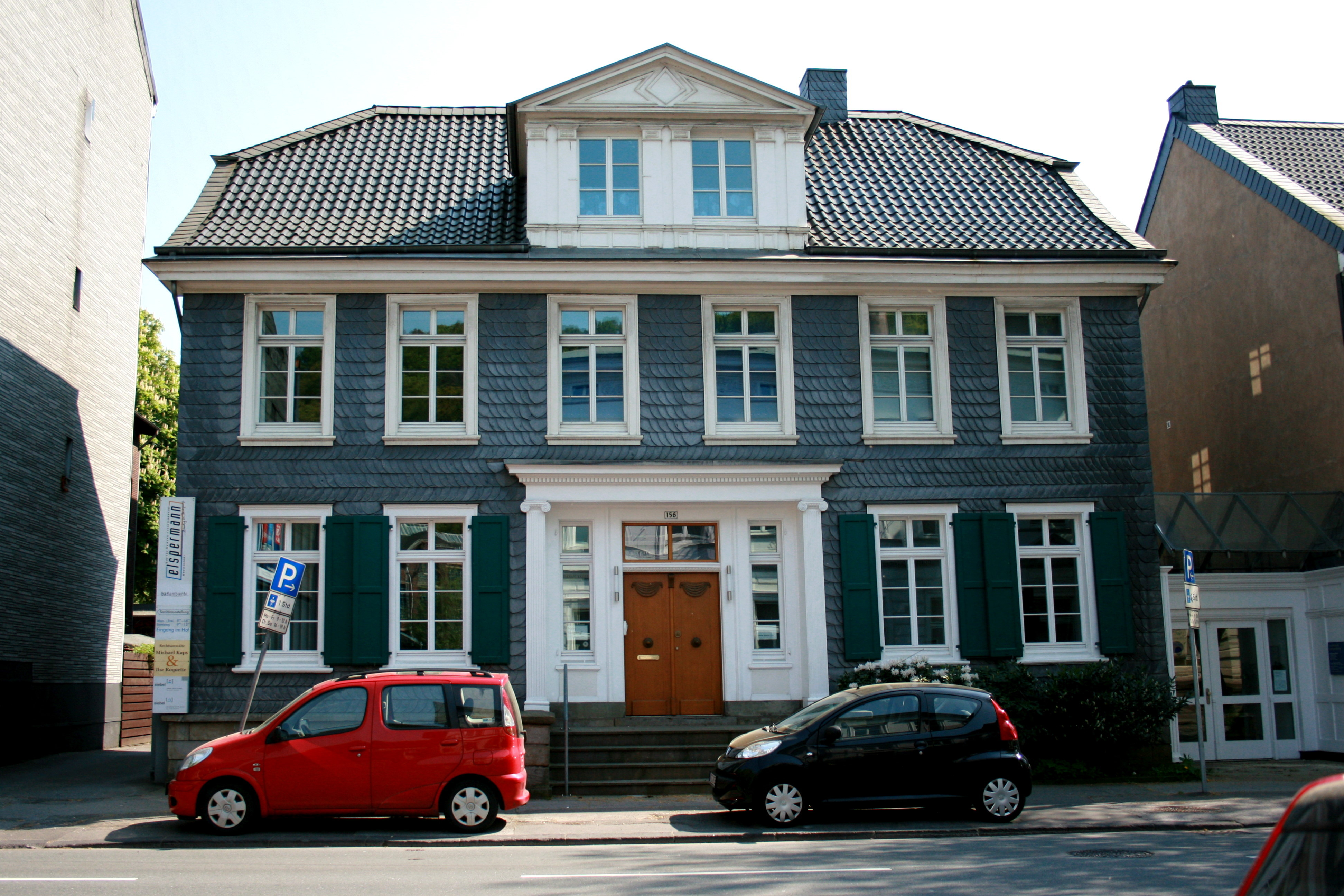
Fabrikantenhaus der Beschlägefabrik Soberay, Ley & Simmer
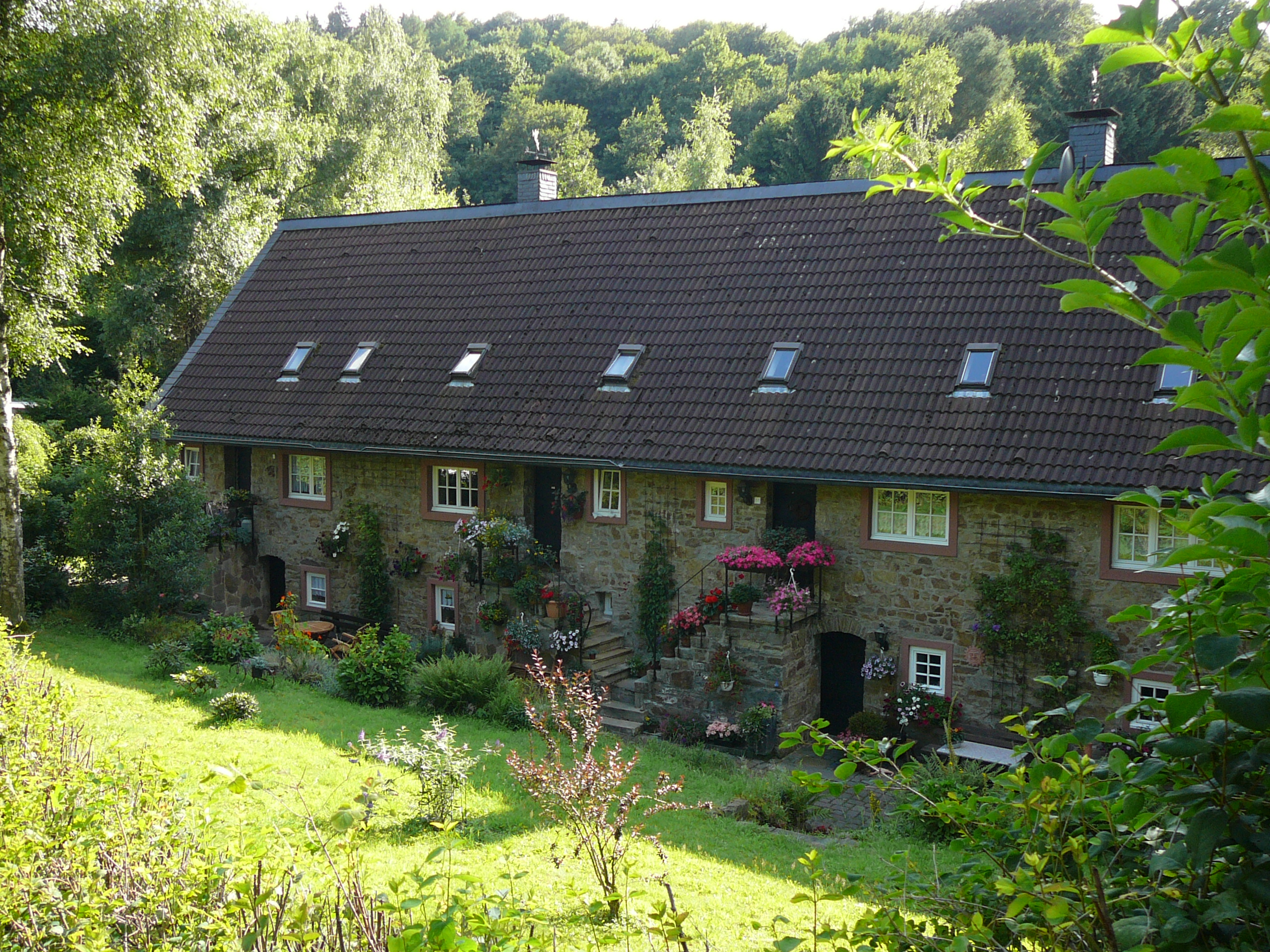
Wohnhaus Hermann Enters
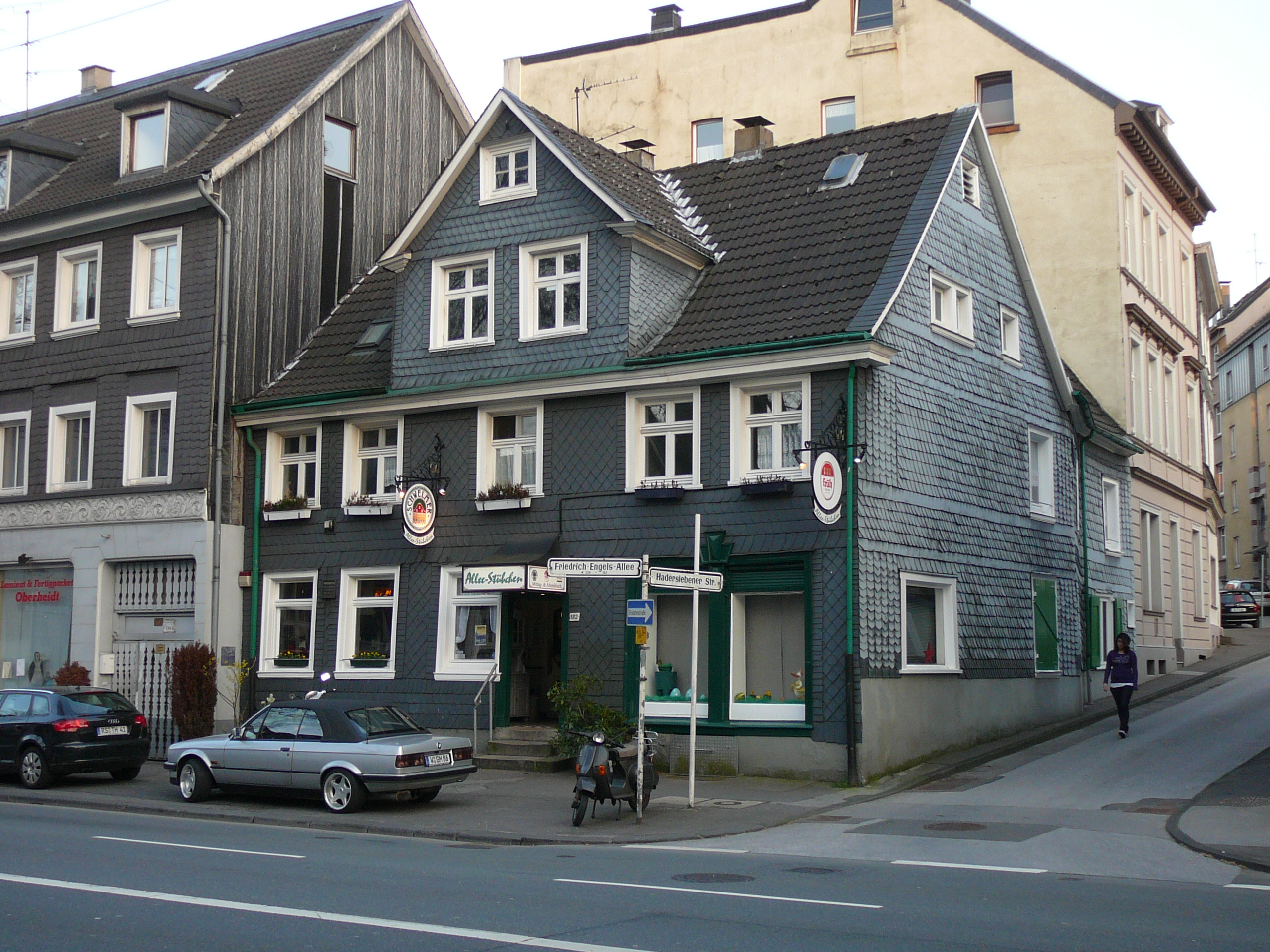
Gaststätte Johann Wilhelm Kölsch
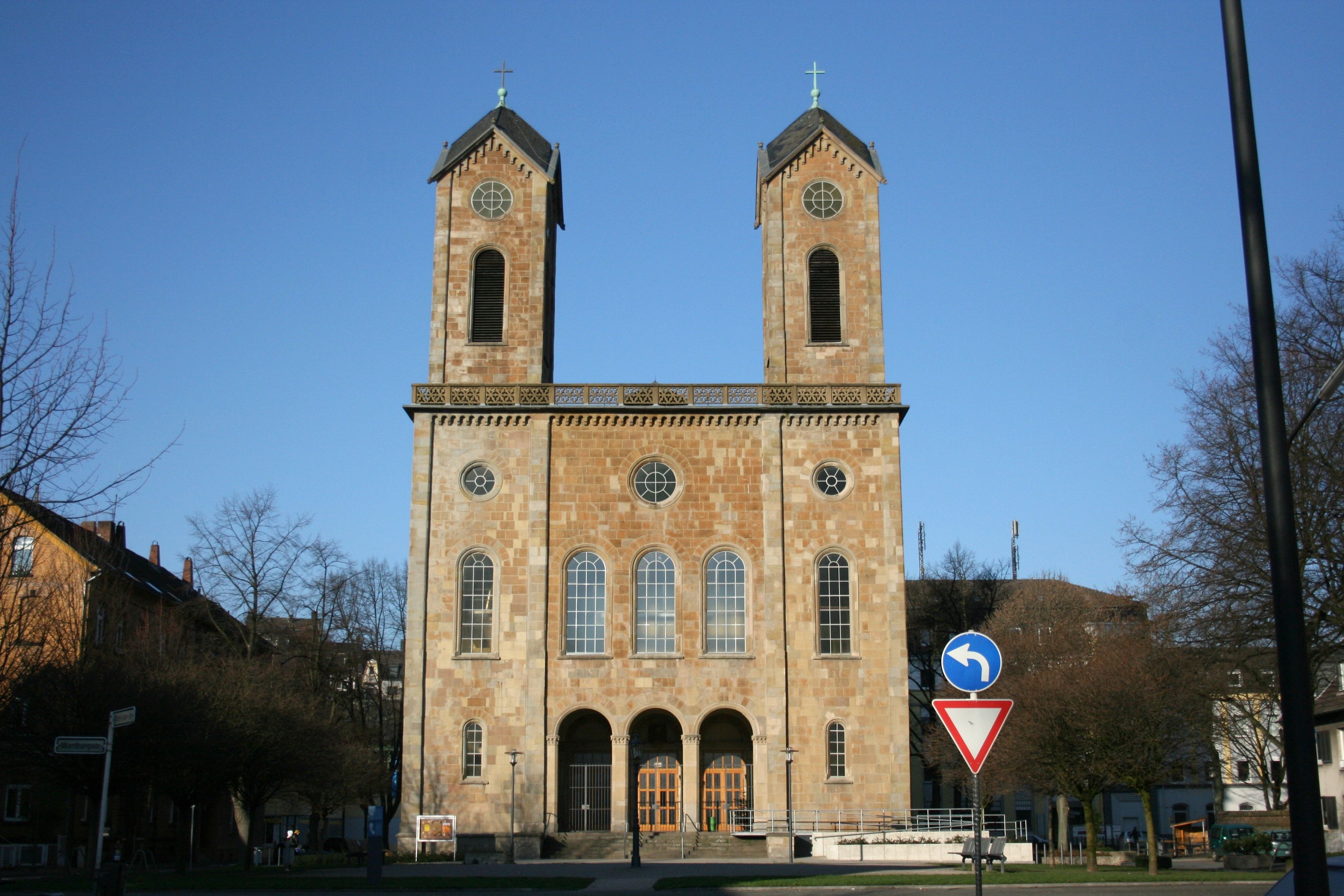
Unterbarmer Hauptkirche

### Route 8: Elberfelder Nordstadt „Ölberg“
Route 8: Elberfelder Nordstadt-"Ölberg: „"Mit uns zieht die neue Zeit..." - Alltag und Politik im Arbeiterviertel“
8.01 – St. Laurentius
8.02 – Schusterstraße 1, Wohnhaus von Wilhelm Balser
8.03 – Schusterstraße 32, Wohnhaus von Oskar Hoffmann
8.04 – Städtische Volksschule
8.05 – Marienstraße 72, Verteilstelle der Konsumgenossenschaft Befreiung
8.06 – Turnhalle der Grundschule Marienstraße
8.07 – Weberhäuser, Wohnhaus Emil Müller
8.08 – Gaststätte Tacken, heute „Caribe“
8.09 – Kneipe Heinrich Stehr
8.10 – Friedhofskirche
8.11 – Weberhaus
8.12 – Schankwirtschaft Sängerkrug, heute „Marlene“
8.13 – Untere Schreinerstraße
8.14 – Marienstraße 19, Wohnhaus Luise Köthe
8.15 – Elberfelder Erziehungsverein
8.16 – Arbeitsamt der Stadt Elberfeld
8.17 – Sankt Josef-Zentrum

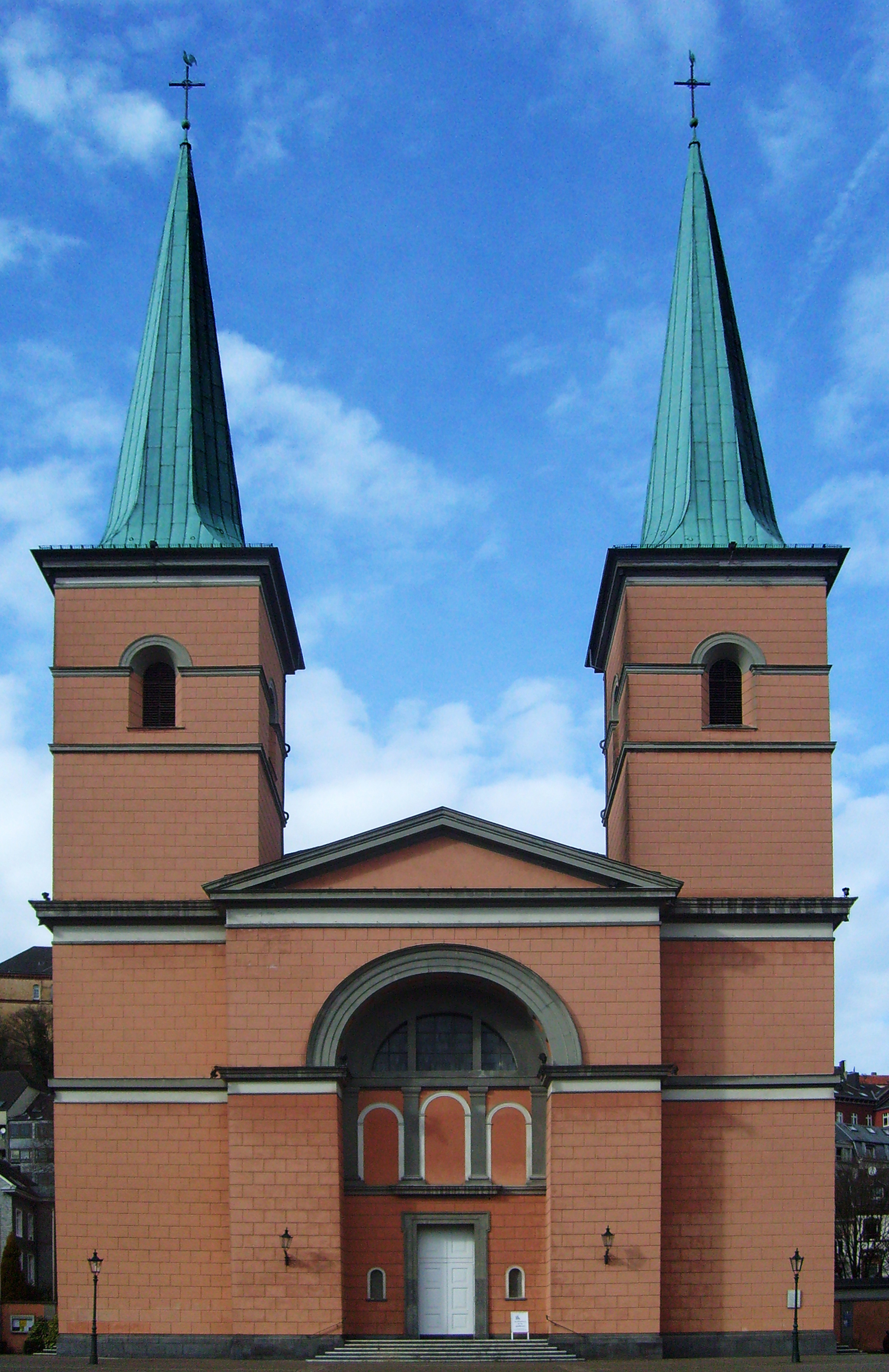
St. Laurentius
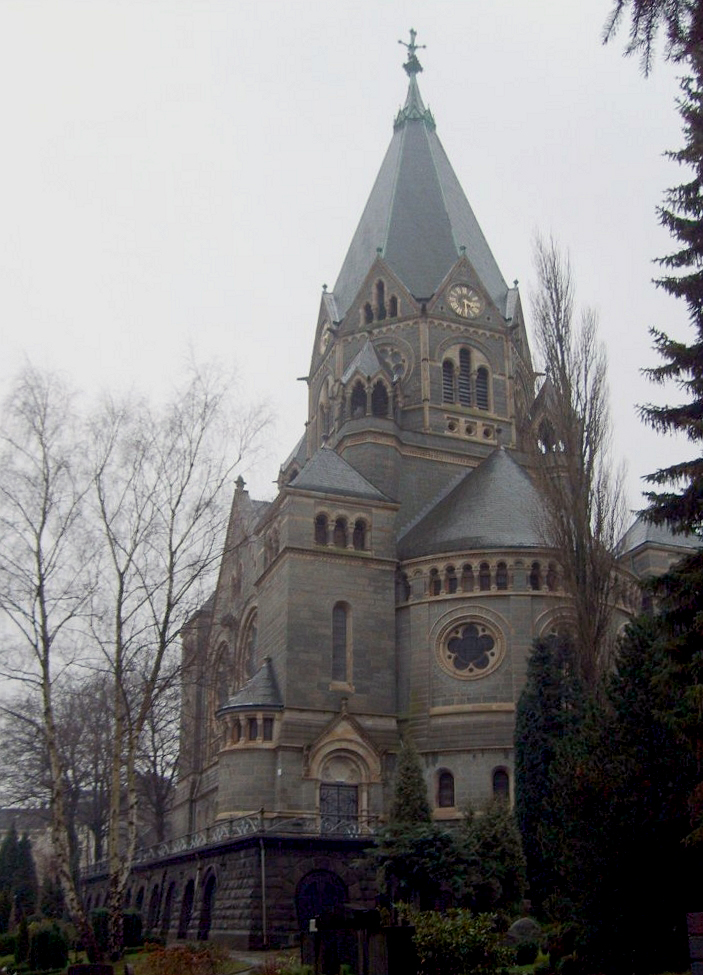
Friedhofskirche
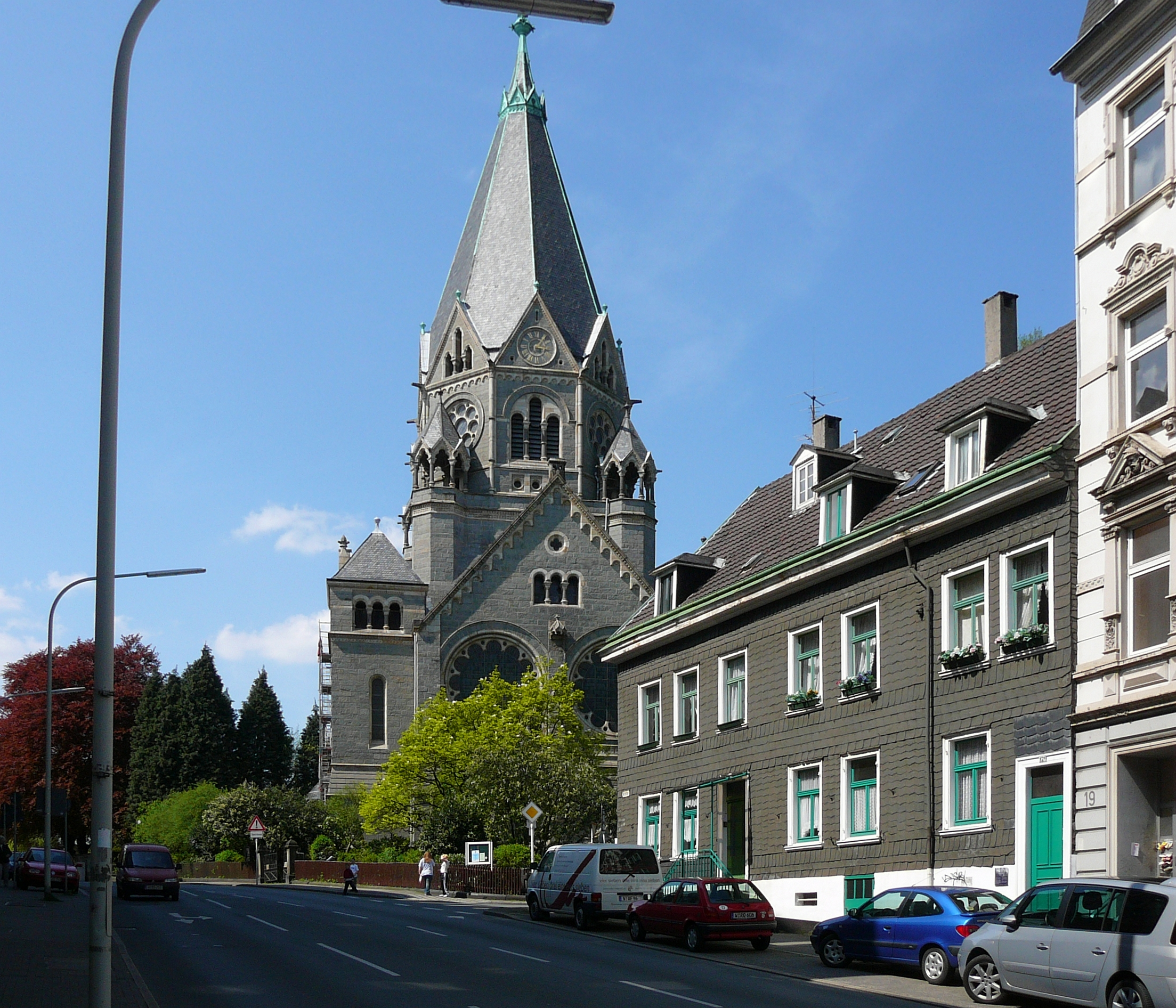
Hochstraße 17/17a
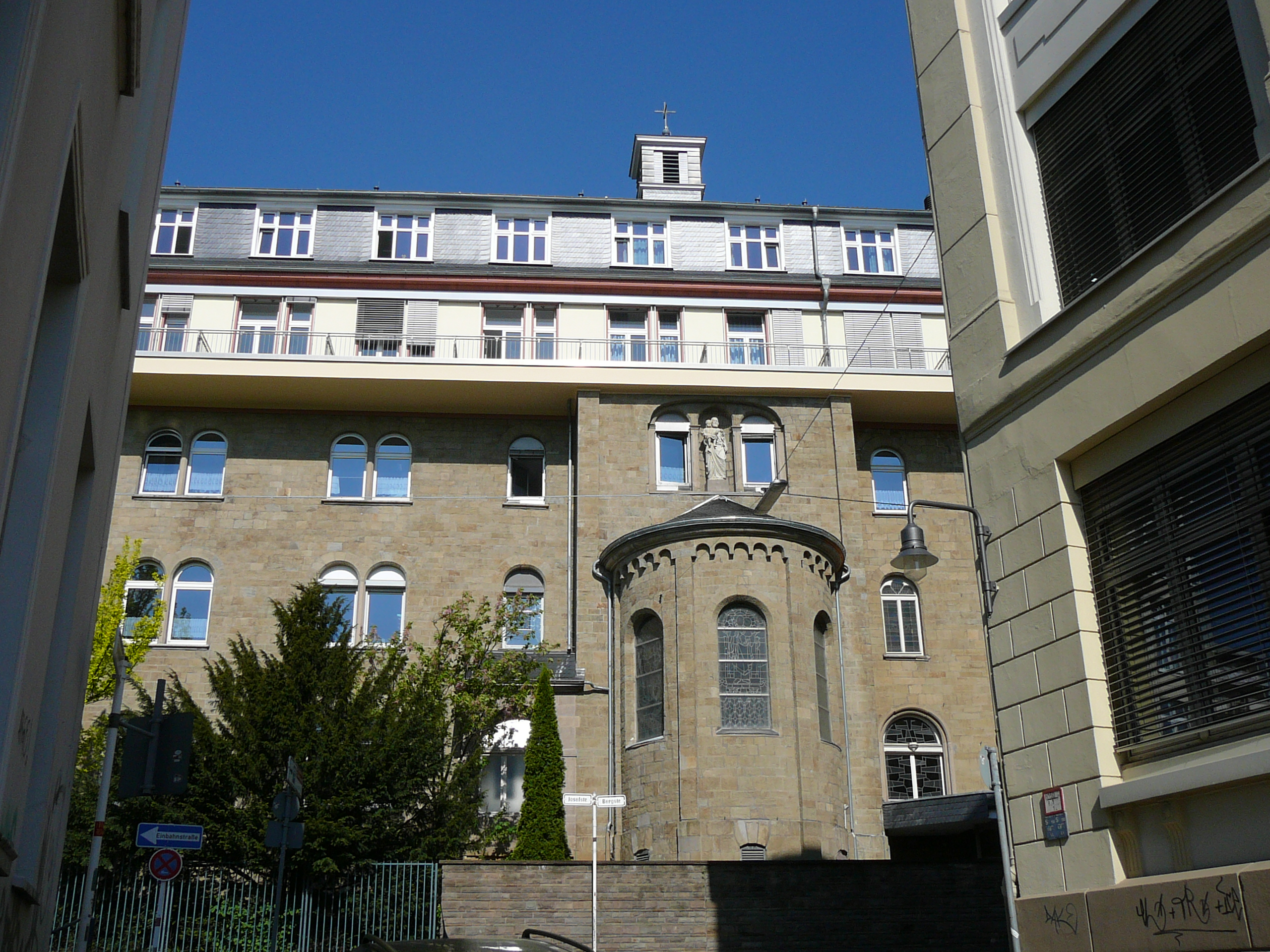
Sankt Josef-Zentrum

### Route 9: Elberfelder Nordstadt „Ostersbaum“
Route 9: Elberfelder Nordstadt-Ostersbaum: „Sozialer Fortschritt im Spiegel sozialer und kultureller Einrichtungen“
9.01 – Elberfelder Rathaus
9.02 – AOK-Gebäude, heute Gesundheitsamt
9.03 – Kreuzkirche und Friedrichstraße
9.04 – Kinderverwahranstalt
9.05 – Frühe Städtische Schule, heute Arbeiterwohlfahrt
9.06 – Weberhaus
9.07 – Volksbrause- und Wannenbad mit Turnhalle
9.08 – Herz-Jesu-Kirche und Pfarramt
9.09 – Mittel- und Volksschule, heute Realschule Neue Friedrichstraße
9.10 – Alte Feuerwache Gathe
9.11 – Remise der Flechterei Otto & Albert Rübel
9.12 – Textilfabrik Gold-Zack Werke
9.13 – Gründerzeithäuser Mirker Straße
9.14 – Mirker Bahnhof
9.15 – Zwirnerei Hebebrand
9.16 – Bandfabrik Frowein & Co. GmbH
9.17 – Helenen-Krippe
9.18 – Schnürriemenfabrik Arthur Huppertsberg GmbH
9.19 – Platz der Republik mit dem Gerechtigkeitsbrunnen
9.20 – Zufluchtshaus der Bergischen Diakonie
9.21 – Kapp-Putsch-Denkmal
9.22 – Pressburger Treppe

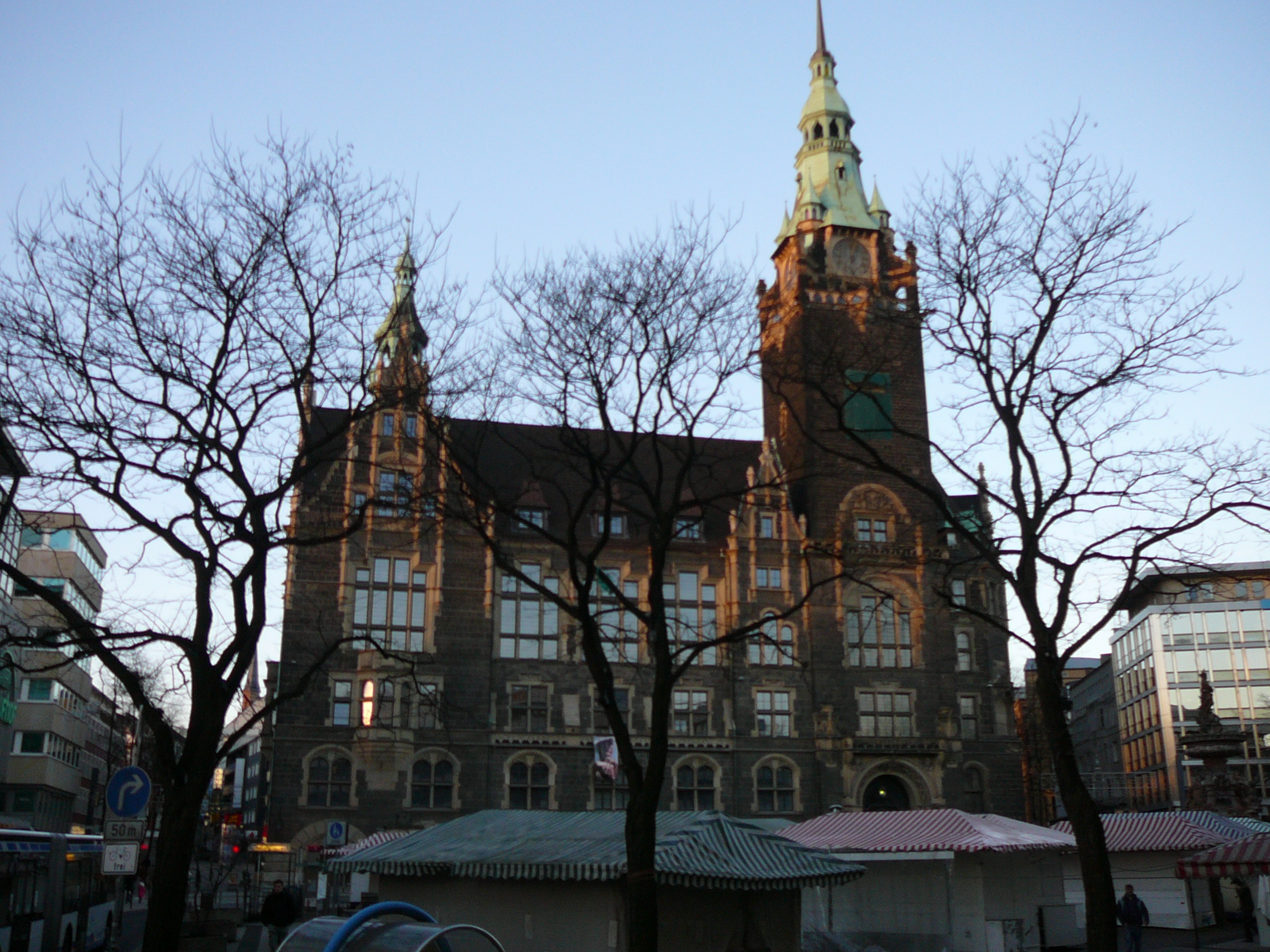
Elberfelder Rathaus
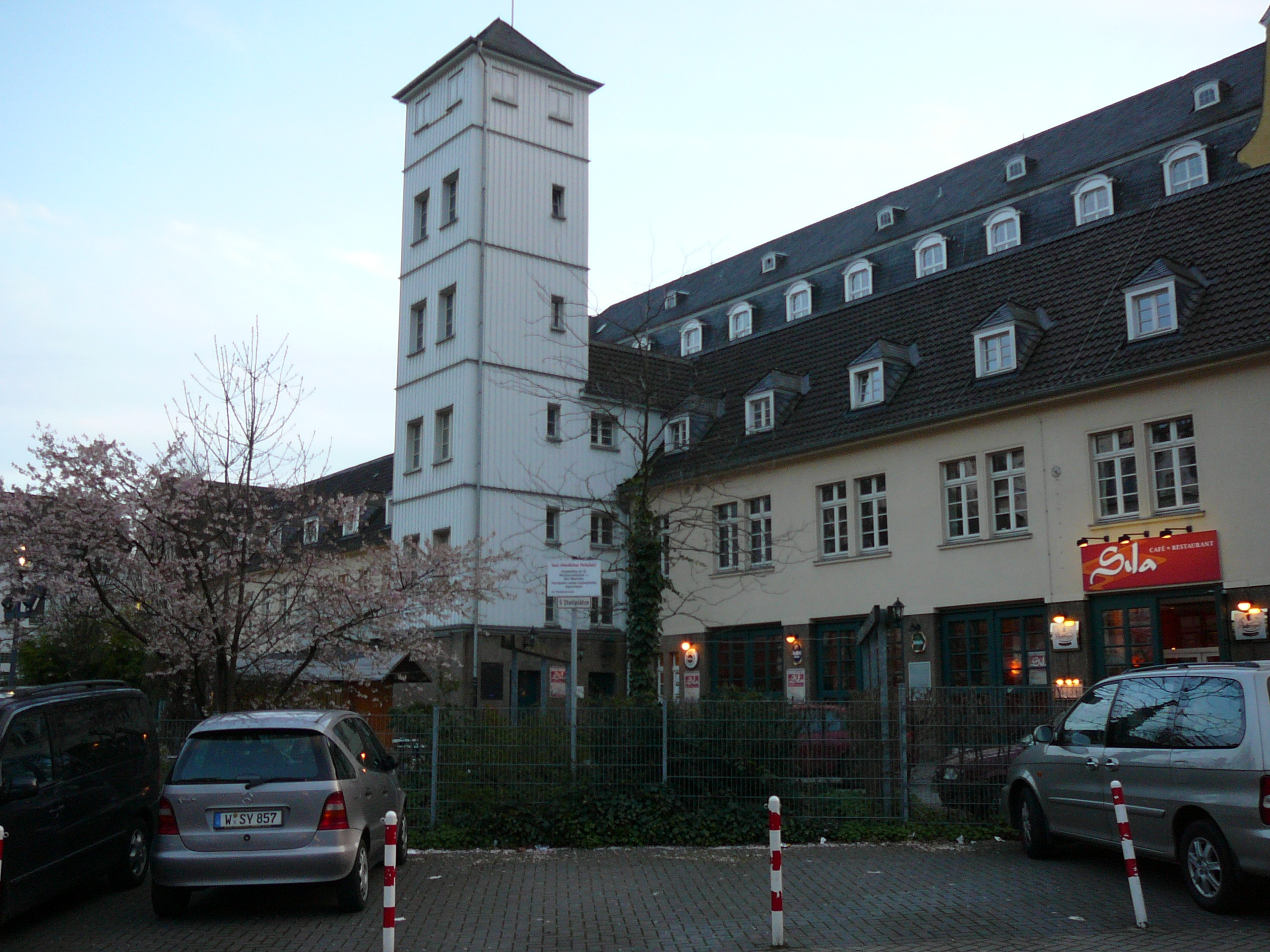
Alte Feuerwache Gathe
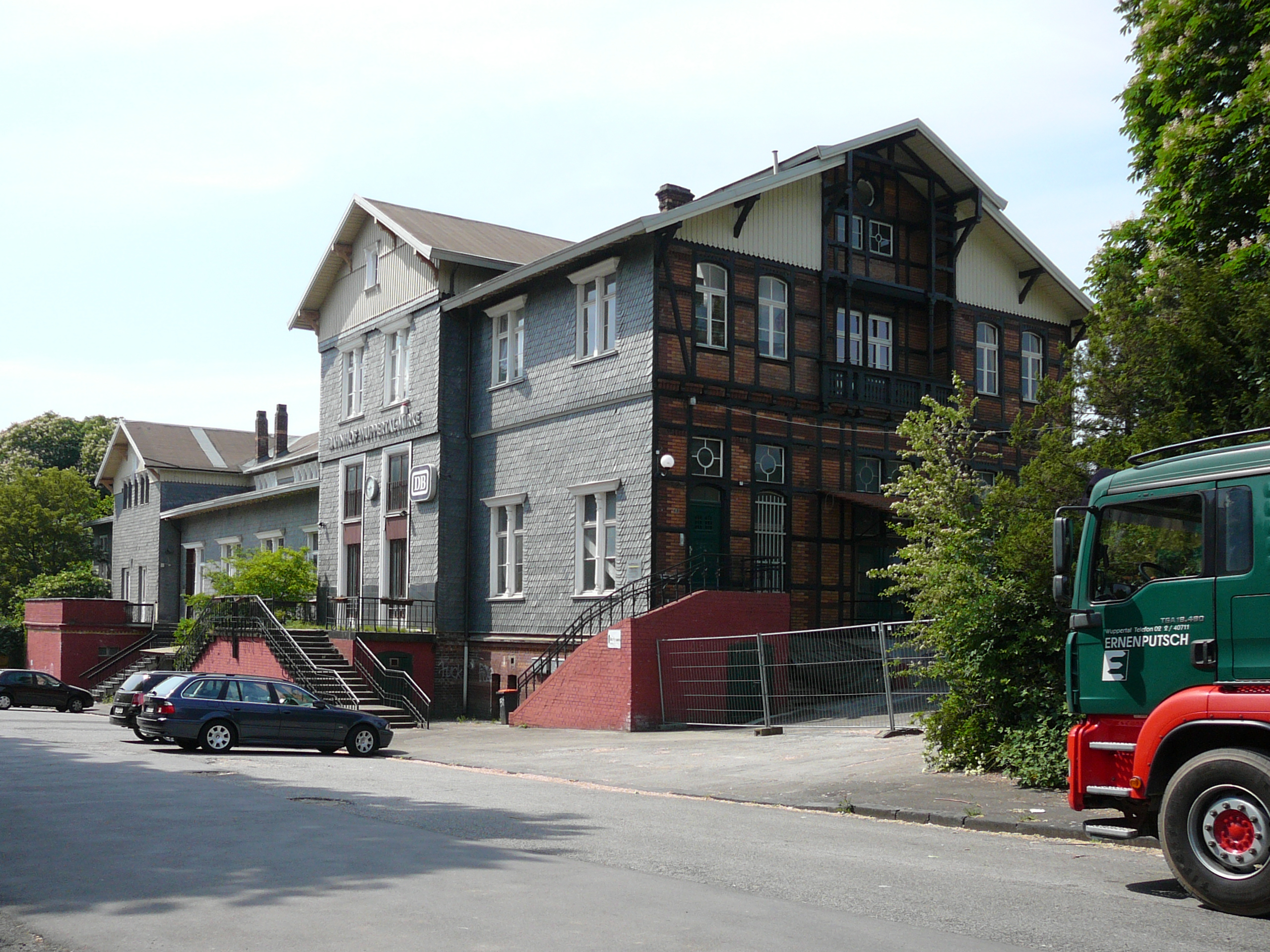
Mirker Bahnhof
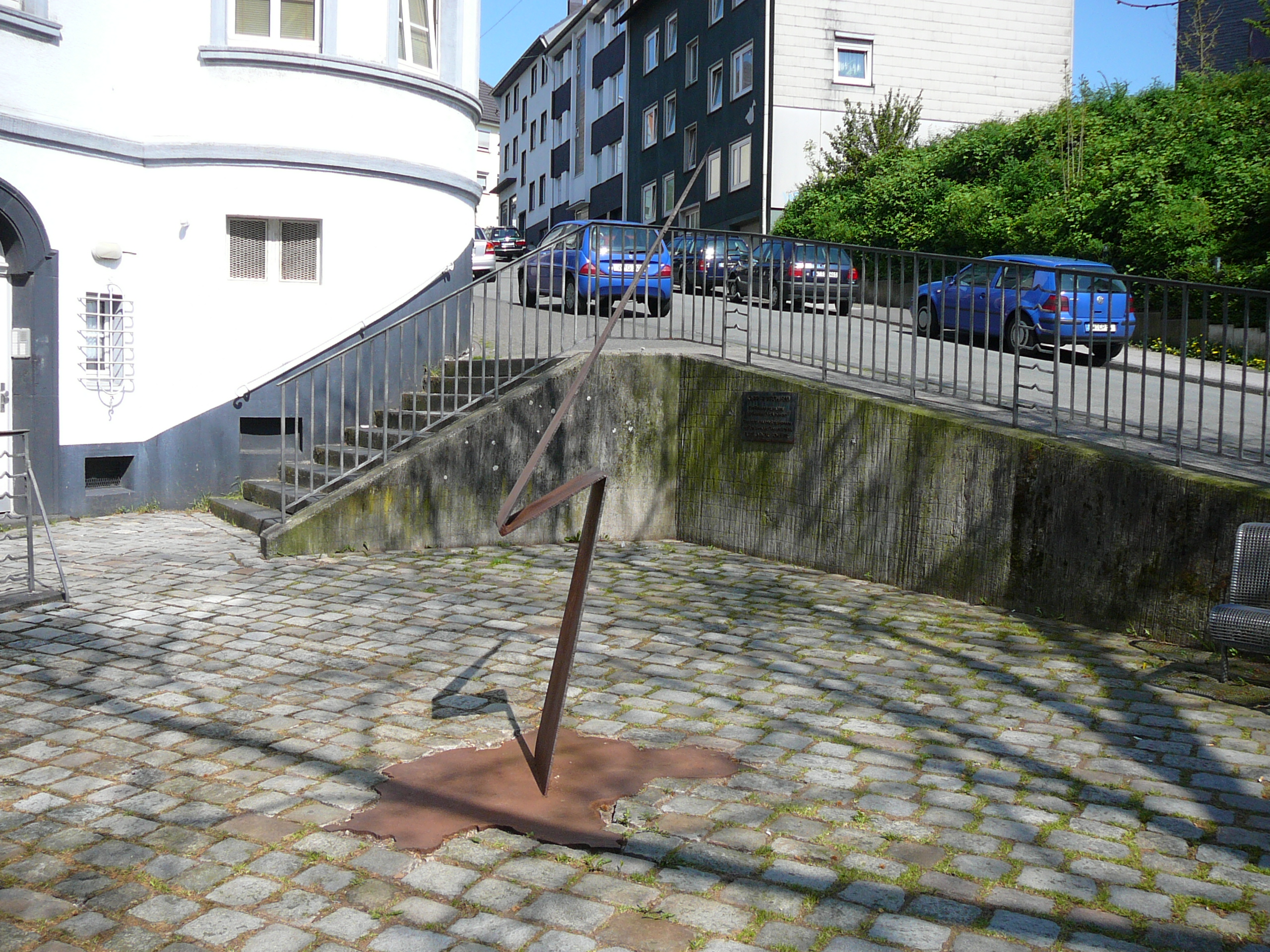
Kapp-Putsch-Denkmal

### Route 10: Vohwinkel
Route 10: Vohwinkel: „Vom frühen Verkehrsknotenpunkt zur Stadtgründung“
10.01 – Bahnhof Wuppertal-Vohwinkel
10.02 – Bahnunterführung „Drei Brücken“
10.03 – Lokschuppen und Eisenbahner-Wohnungen (Lokschuppen 2014 nieder gelegt)
10.04 – Gaststätte Dörner und Lackfabrik Conrads
10.05 – Lackwerke Wülfing GmbH & Co., heute PPG Industrie Lacke GmbH
10.06 – Maschinenfabrik H. Schirp
10.07 – Seidenweberei Gebhard & Co. AG (Gebäude 2015 nieder gelegt)
10.08 – Holzhandlung und Sägewerk Kolk & Co.
10.09 – Hotel Jägerhof und ehem. Bürgermeisteramt
10.10 – Verkehrsknotenpunkt Kaiserplatz
10.11 – Landratsamt
10.12 – Alter Vohwinkeler Bahnhof und Postgebäude
10.13 – Schwebebahnstation Vohwinkel
10.14 – Rathaus Vohwinkel
10.15 – Lange Brücke
10.16 – Kabel- und Gummiwerk AG
10.17 – Ferd. von Hagen Söhne & Koch GmbH & Co. KG (HAKO)

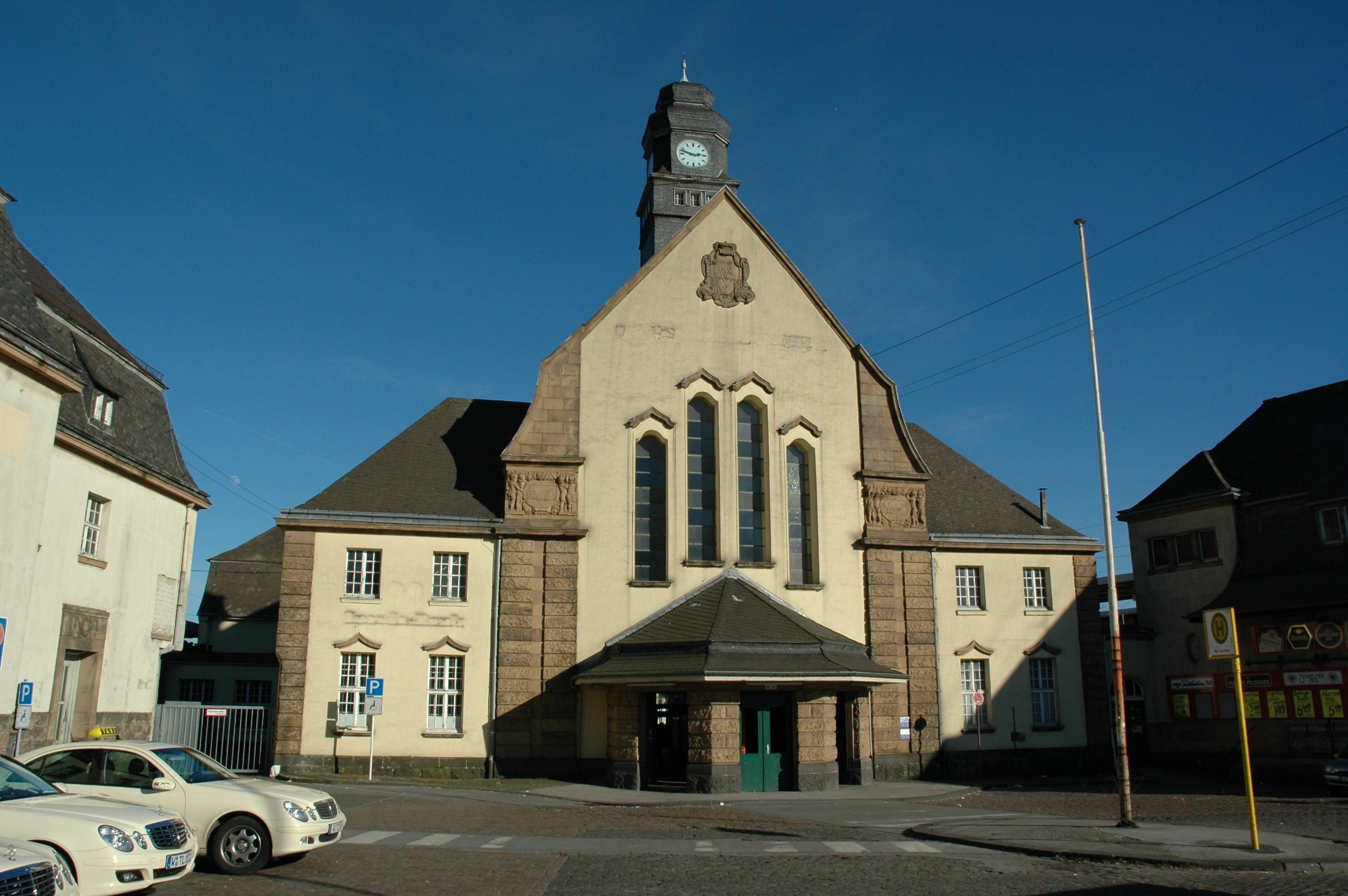
Bahnhof Wuppertal-Vohwinkel
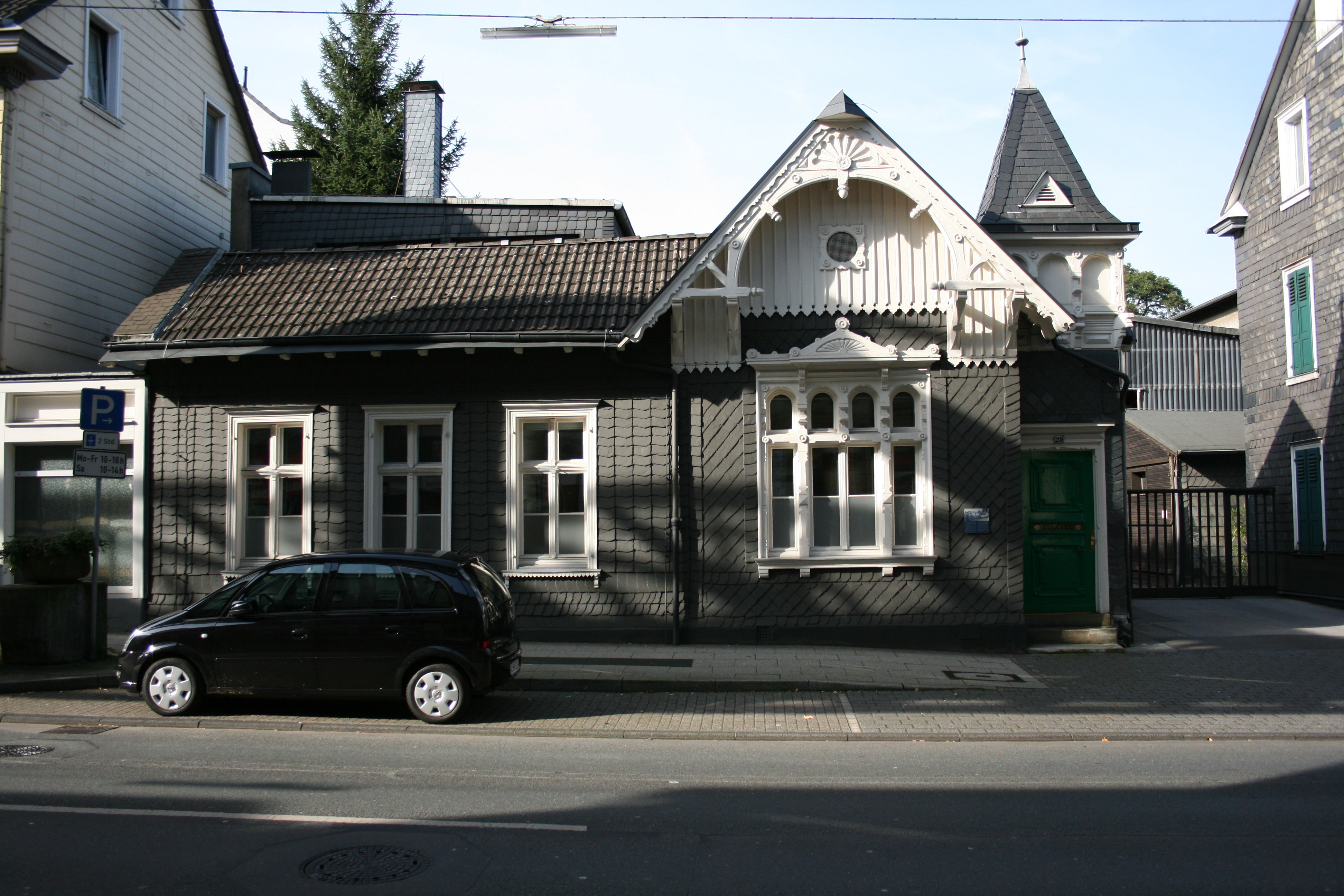
Holzhandlung und Sägewerk Kolk & Co.
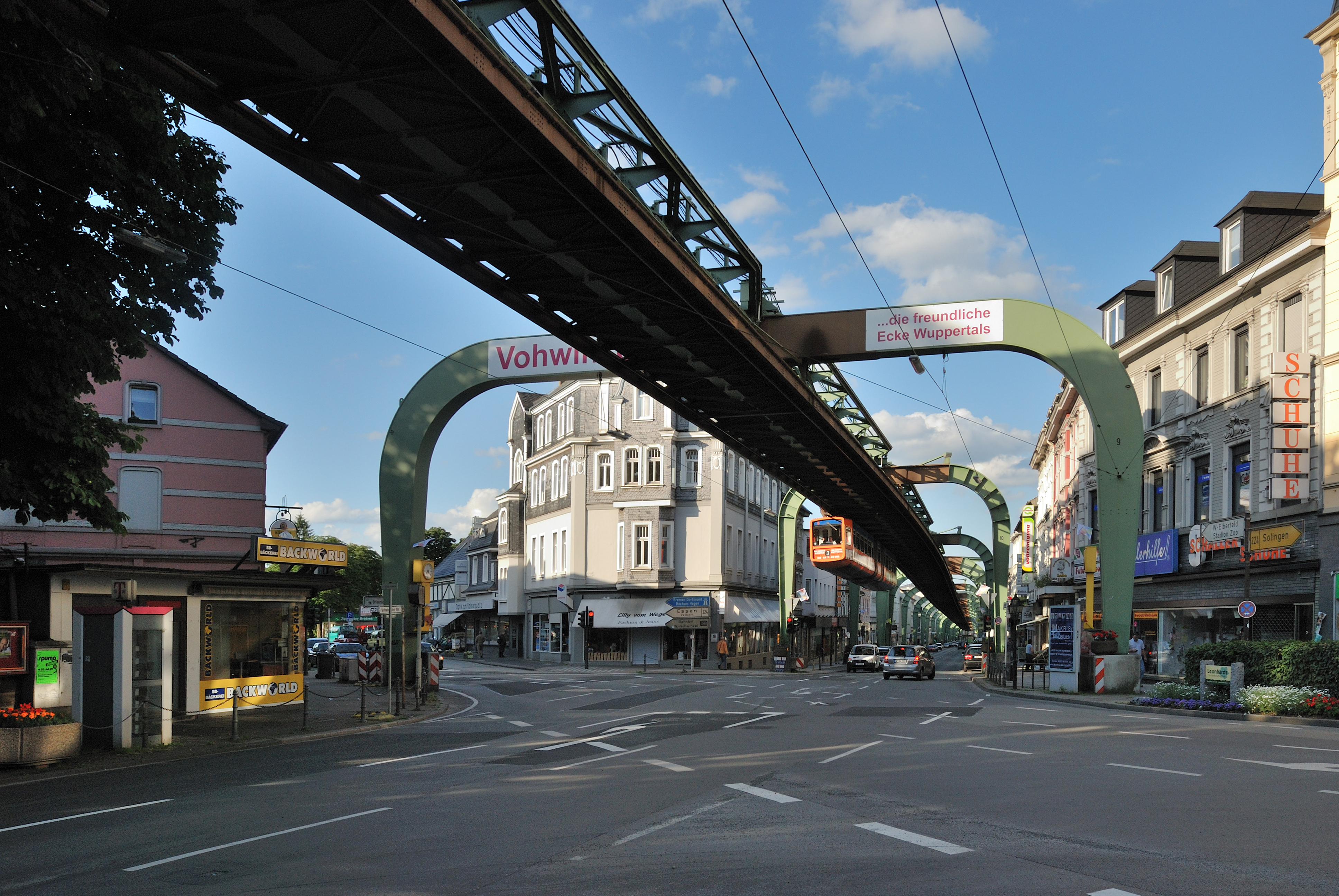
Kaiserplatz
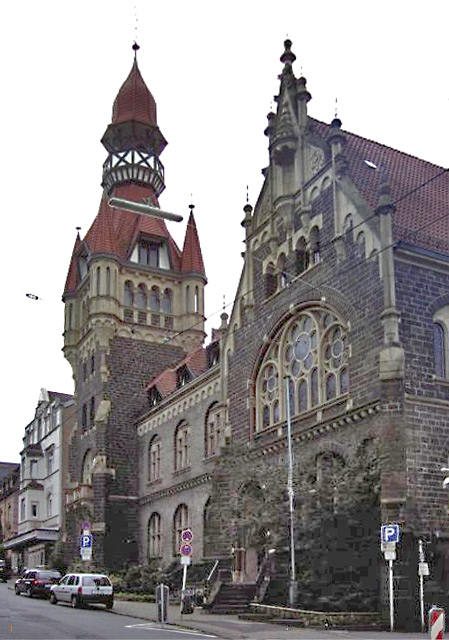
Rathaus Vohwinkel

### Route 11: Langerfeld
Route 11: Langerfeld: „Vom Dorf zur Stadt – Urbanisierung im Umland“
11.01 – Langerfelder Markt
11.02 – Haus Hedtmann und Kürten-Fontaine
11.03 – Dreiröhrentunnel (Langerfelder Tunnel und Rauenthaler Tunnel)
11.04 – Spitzenfabrik Alb. & E. Henkels
11.05 – Schule Spitzenstraße
11.06 – Hofeshaus Cleff
11.07 – Flugzeugfabrik Gottlob Espenlaub
11.08 – Altes Amtshaus
11.09 – Amtshaus Langerfeld
11.10 – Bandweberei Heinmöller
11.11 – Bandweberei Kafka
11.12 – Bandweberei Beckmannshagen
11.13 – Zeche Karl
11.14 – Alter evangelischer Friedhof Langerfeld
11.15 – Alte Kirche Langerfeld
11.16 – Motorradwerke Tornax
11.17 – Bandfabrik Carl Kettler, heute Kulturzentrum Bandfabrik

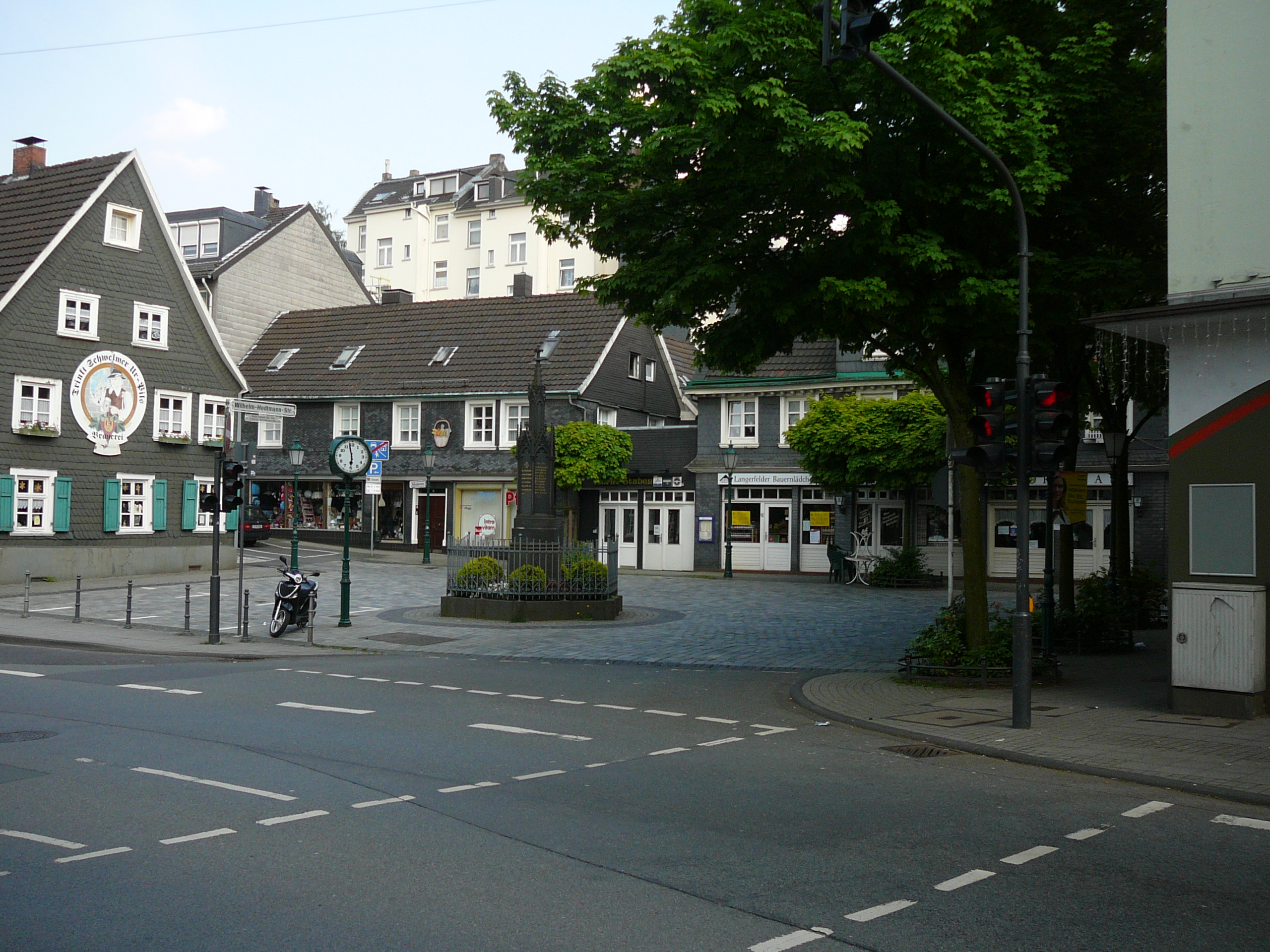
Langerfelder Markt
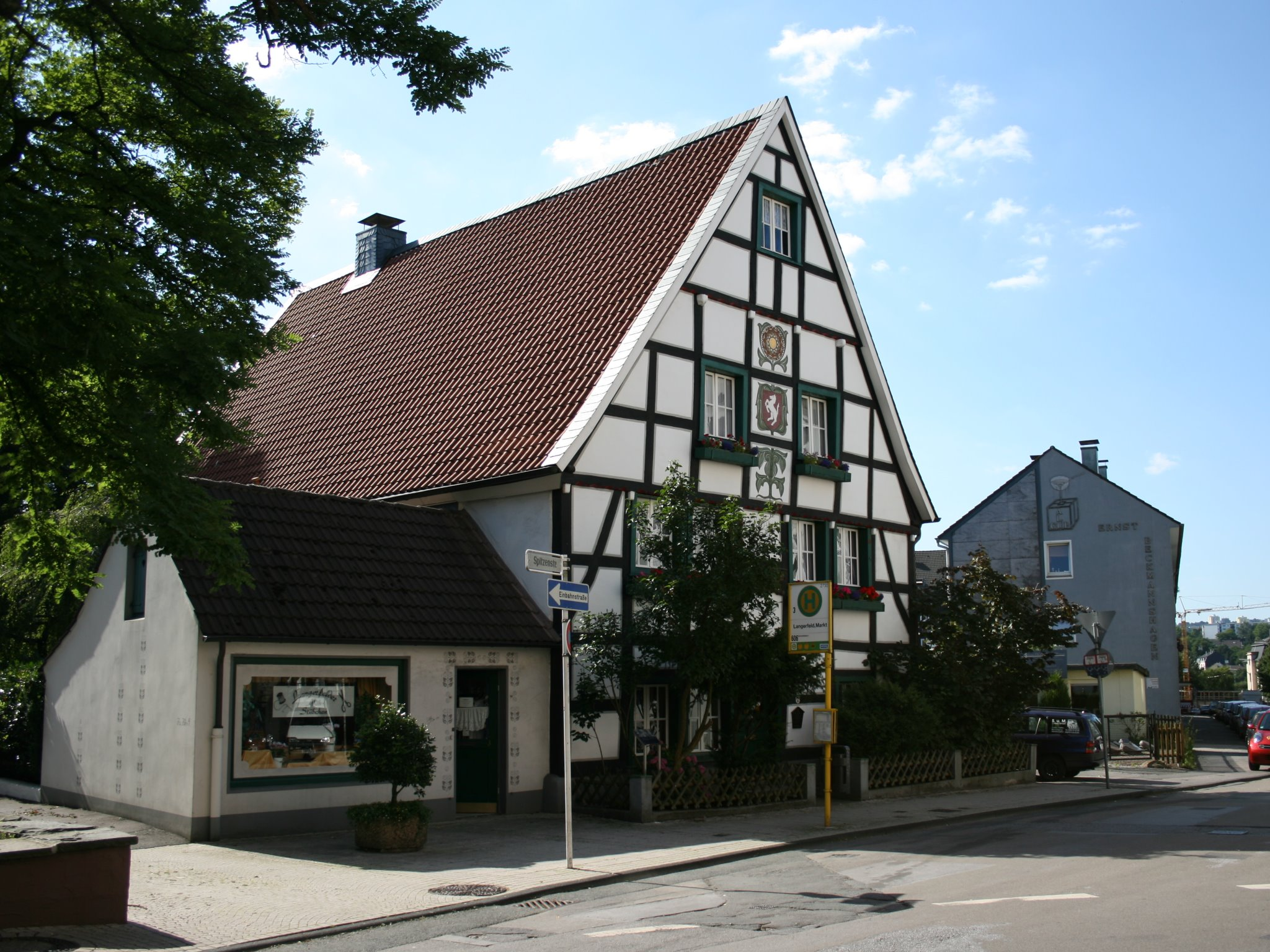
Hofeshaus Cleff
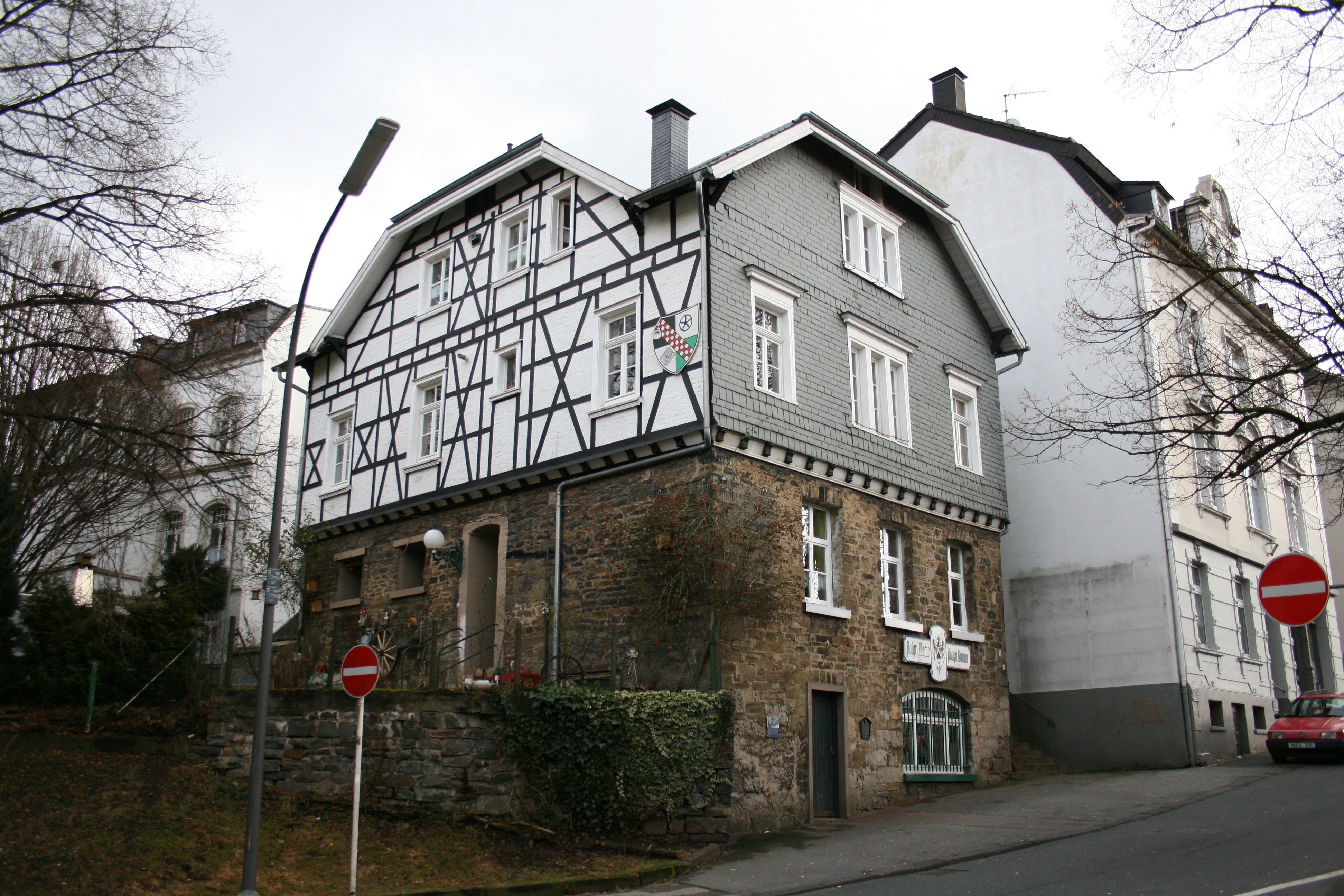
Altes Amtshaus
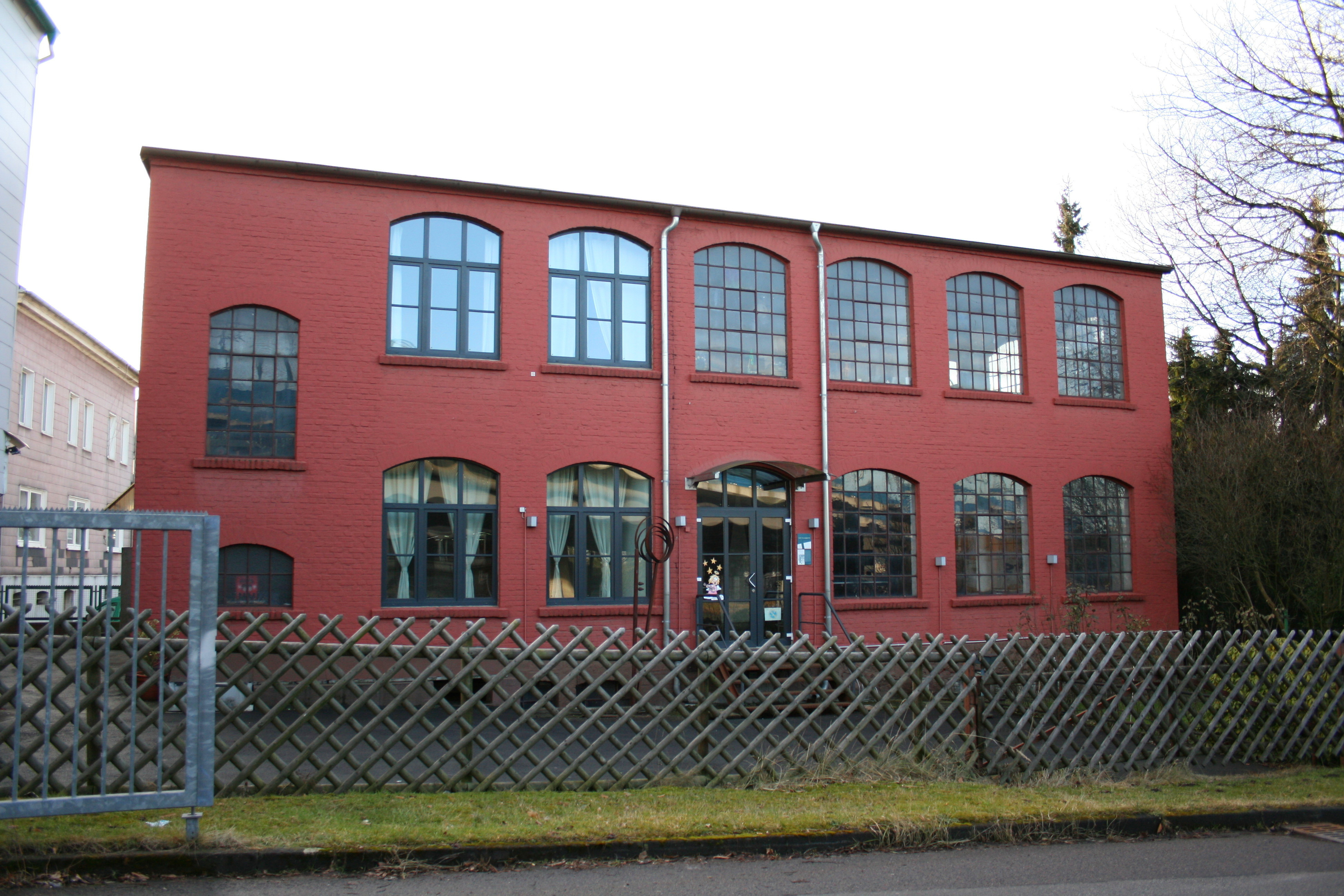
Kulturzentrum Bandfabrik

### Route 12: Zooviertel
Route 12: Zooviertel: „Villenviertel vor den Toren der Stadt“
12.01 – Schwebebahnstation Zoo/Stadion und Sonnborner Eisenbahnbrücke
12.02 – Hauptkirche Sonnborn
12.03 – Stadion am Zoo
12.04 – Zeichensäle und Büroräume des Architekturbüro Hermanns & Riemann
12.05 – Villa Eisfeller
12.06 – Zoo Wuppertal mit den Zoo-Gaststätten
12.07 – Villa Grüneck
12.08 – Villa Schmidt
12.09 – Walkürenallee, Ecke Kaiser-Wilhelm-Allee
12.10 – Bahnhof Zoo
12.11 – Häuserzeile Wotanstraße 1–7
12.12 – Stadtvillen Freyastraße 47–53
12.13 – Haus Mook
12.14 – Siedlung Heimatplan
12.15 – Remise der Villa Schmidt
12.16 – Volksschule Donarstraße
12.17 – Bayer-Werke
12.18 – Schwebebahnstation Varresbeck

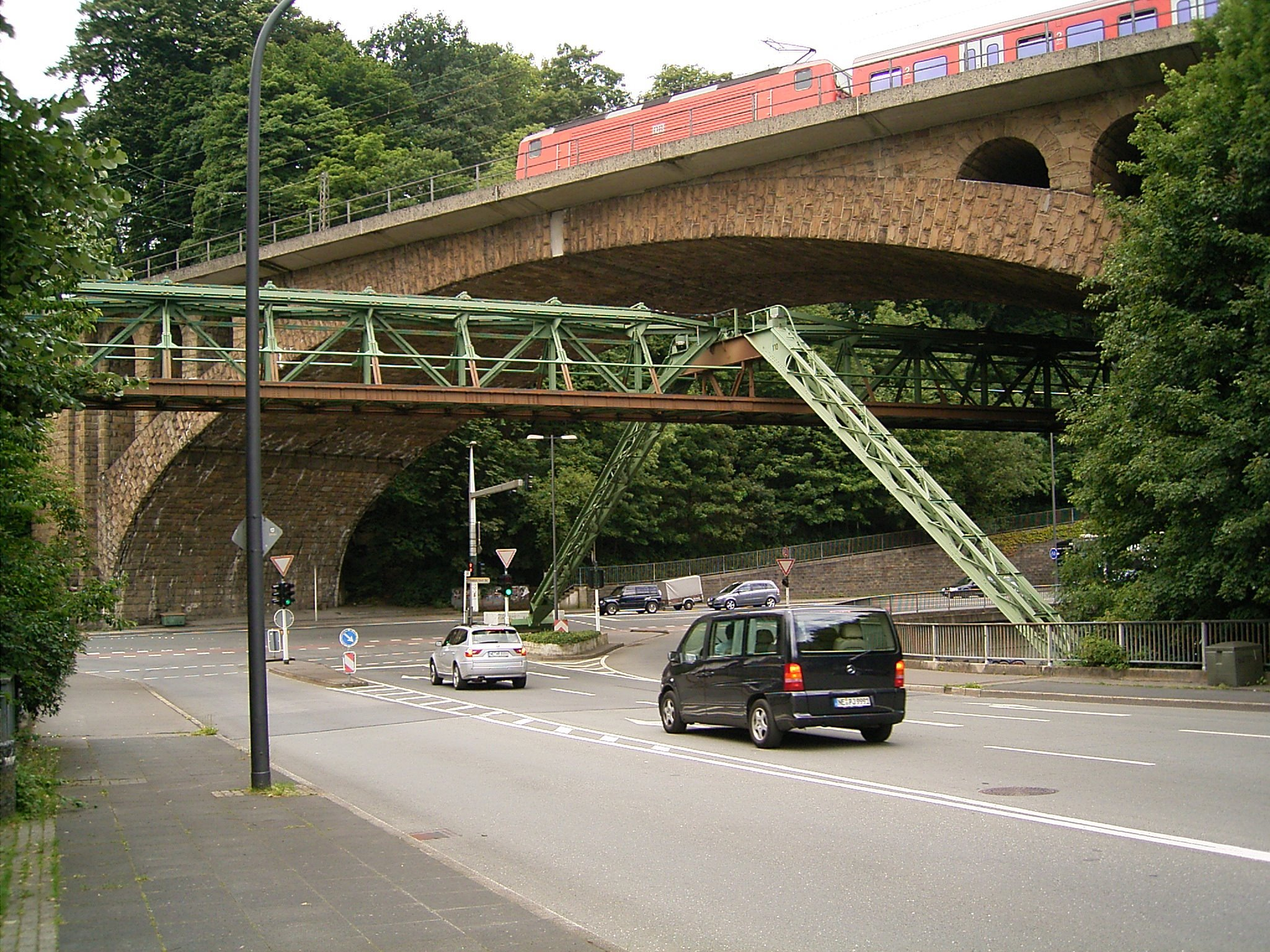
Sonnborner Eisenbahnbrücke
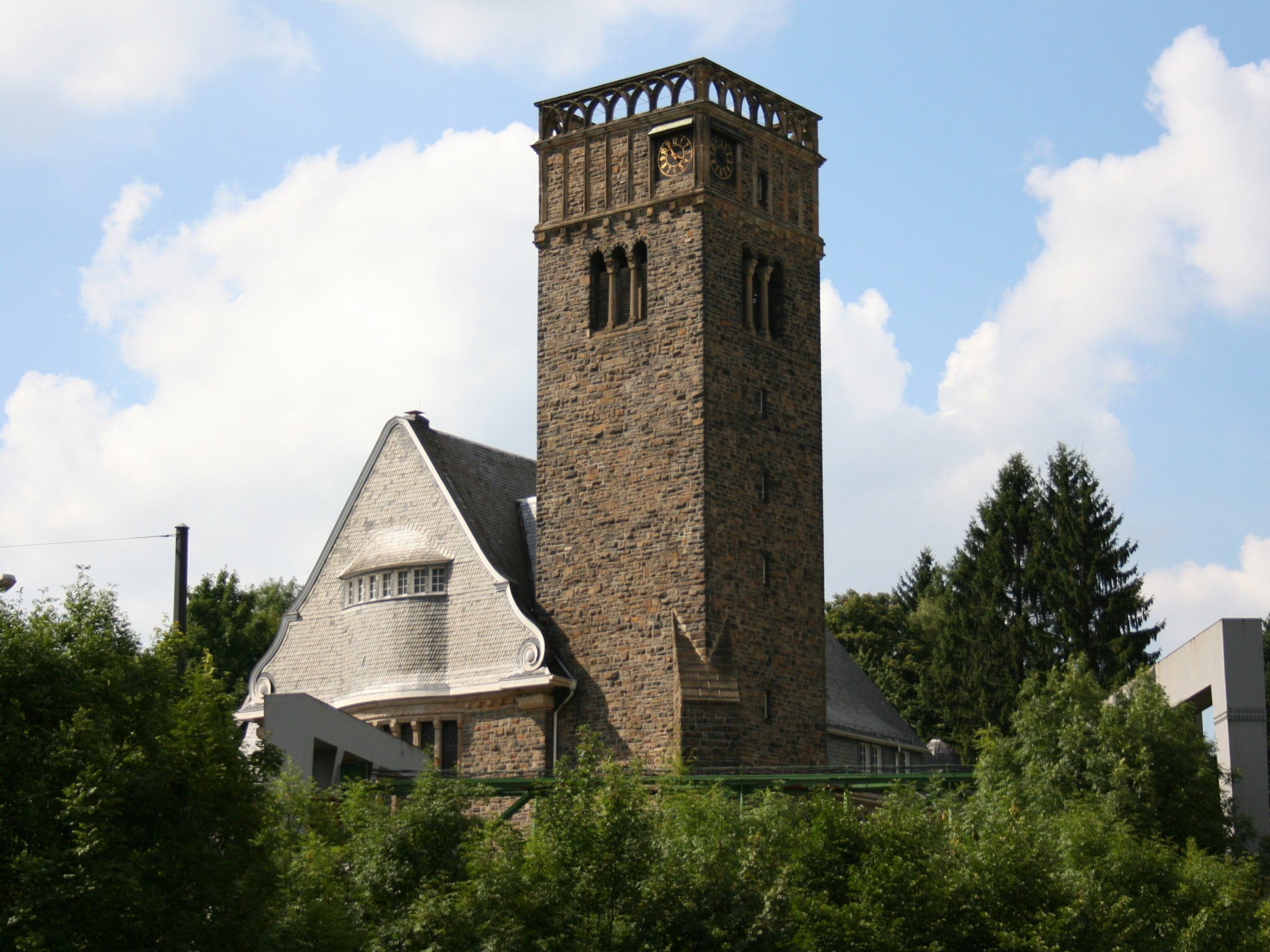
Sonnborner Hauptkirche
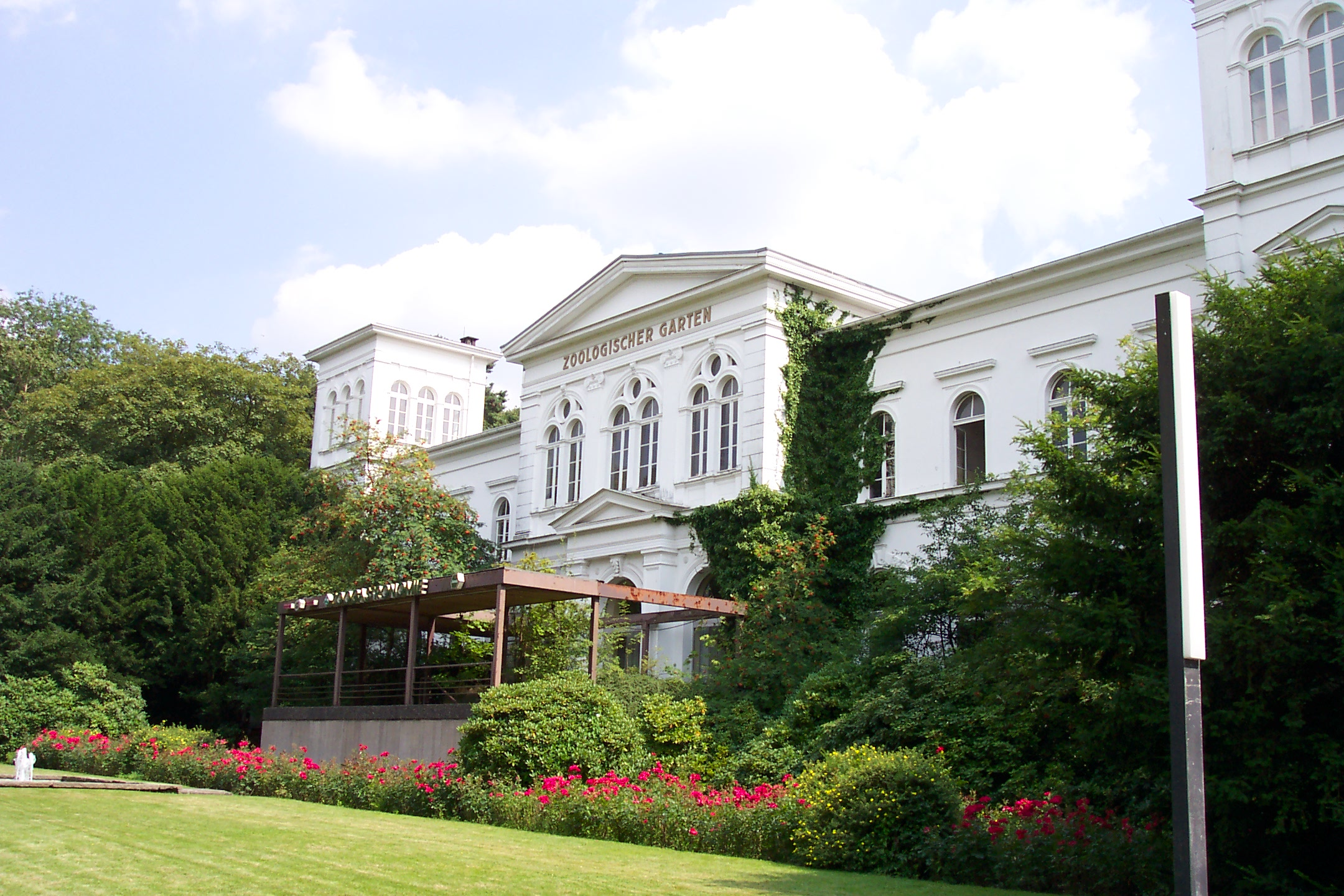
Zoo-Gaststätten
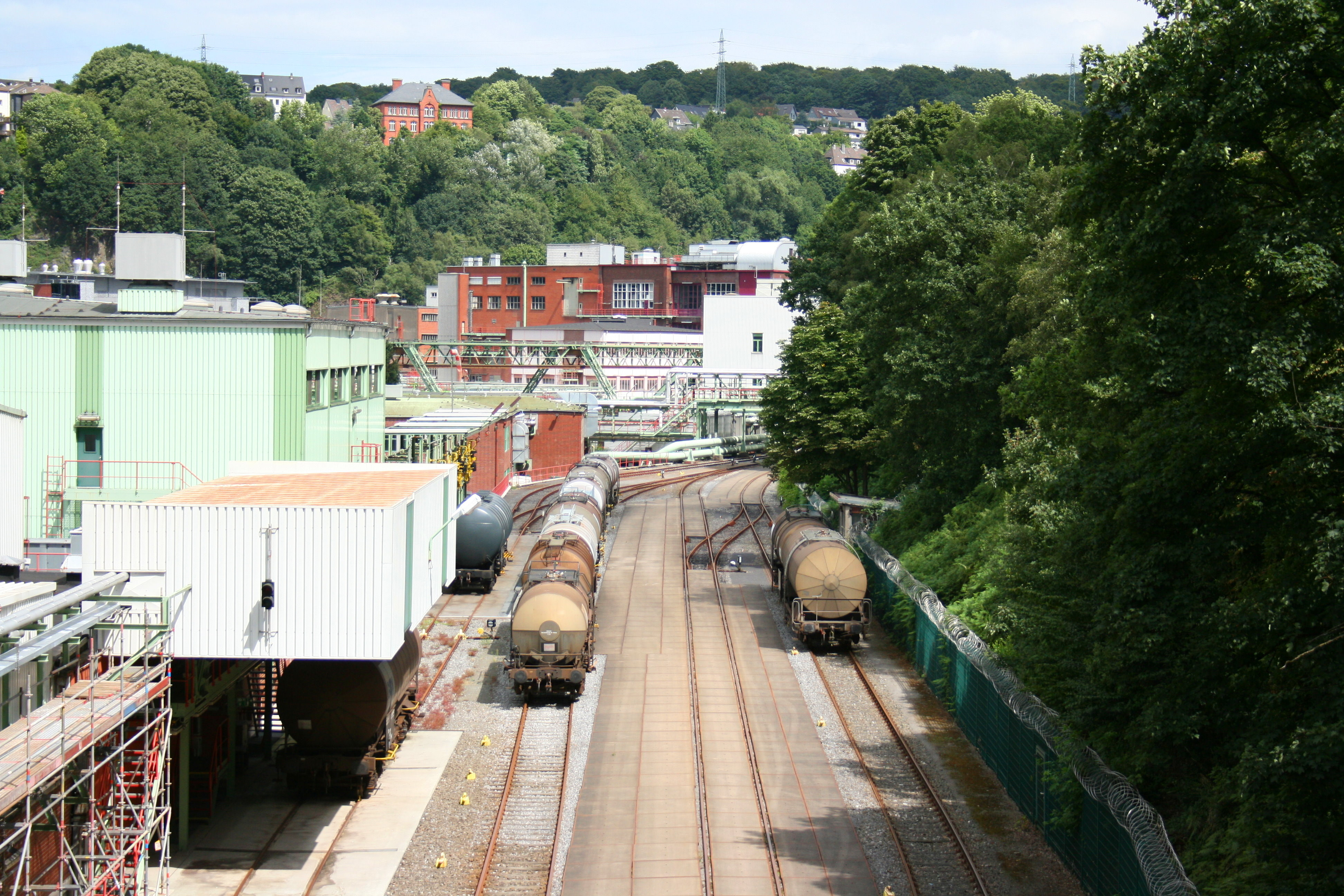
Bayer-Werke

### Route 13: Sedansberg
Route 13: Sedansberg: „"Licht – Luft – Sonne" - Genossenschaft und „Reform-Wohnungsbau“ der 1920er Jahre“
13.01 – Schwebebahnstation und Pylone am Alten Markt
13.02 – Eisenbahn-Viadukt an der Carnaper Straße
13.03 – Wohnhof Münzstraße
13.04 – Arbeiterhäuser der Barmer Baugesellschaft für Arbeiterwohnungen (BBA), Wichelhausberg I
13.05 – Wohnhaus und Verkaufsstelle der Konsumgenossenschaft Vorwärts-Befreiung
13.06 – Torhaus
13.07 – Kommunaler Wohnblock Fasanenweg
13.08 – Hochhaus Sedansberg
13.09 – Ladenlokal der Konsumgenossenschaft Vorwärts
13.10 – Wichelhaushof
13.11 – Mietshäuser der Barmer Baugesellschaft für Arbeiterwohnungen (BBA), Alarichstraße 27–29
13.12 – Arbeiterhäuser der Barmer Baugesellschaft für Arbeiterwohnungen (BBA), Wichelhausberg II
13.13 – Knopffabrik PSW (Pfennig-Schumacher-Werke)
13.14 – Wohnhäuser der Konsumgenossenschaft Vorwärts, Elsternstraße
13.15 – Zentrale der Konsumgenossenschaft Vorwärts
13.16 – Ehem. Teppichweberei Vorwerk & Co. KG
13.17 – Städtisches Hallen- und Wannenbad, heute „Brauhaus“
13.18 – Barmer Krankenhaus, heute VHS
13.19 – Gebäude der Vorwerk & Sohn
13.20 – Schwebebahnstation Werther Brücke

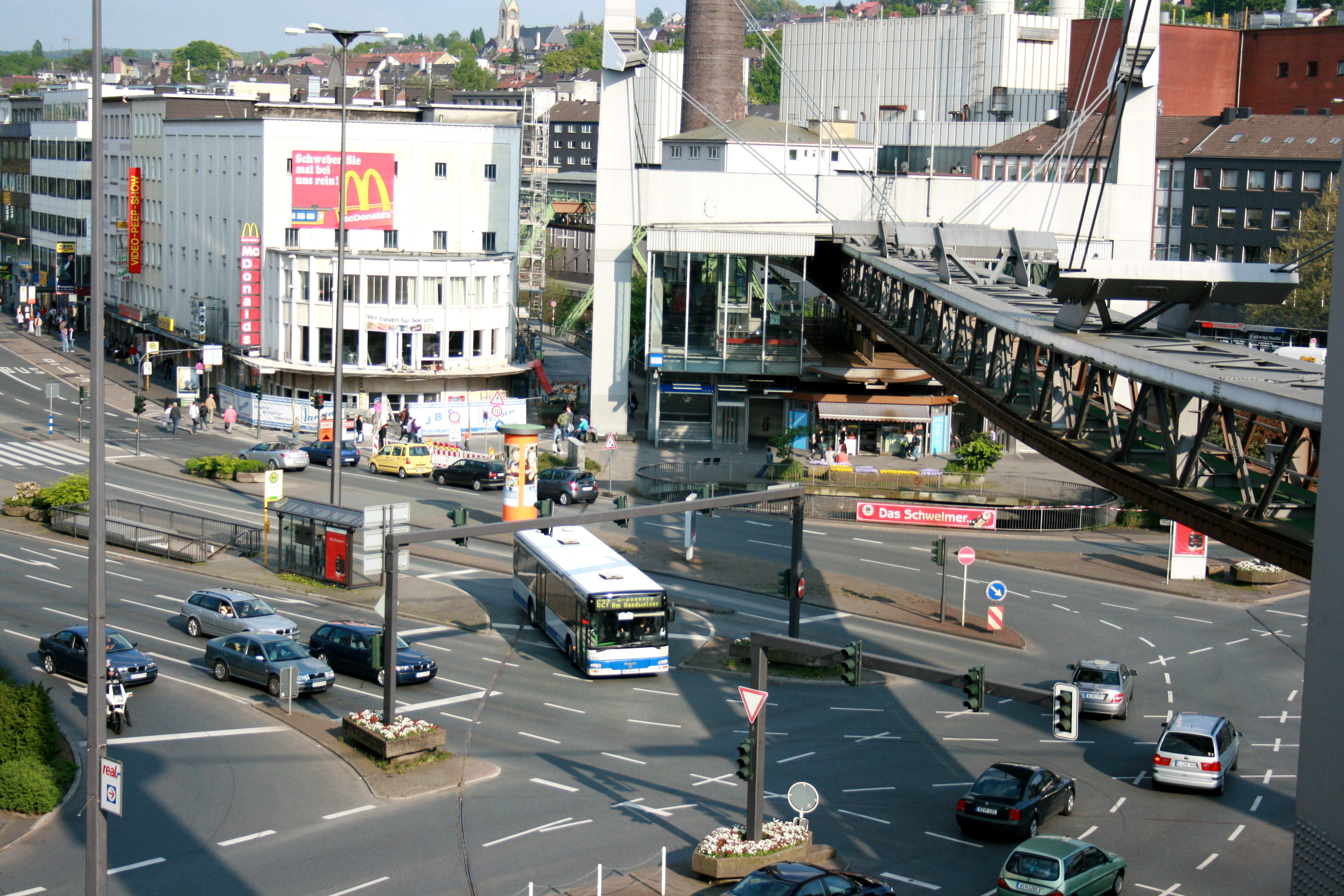
Schwebebahnstation und Pylone am Alten Markt
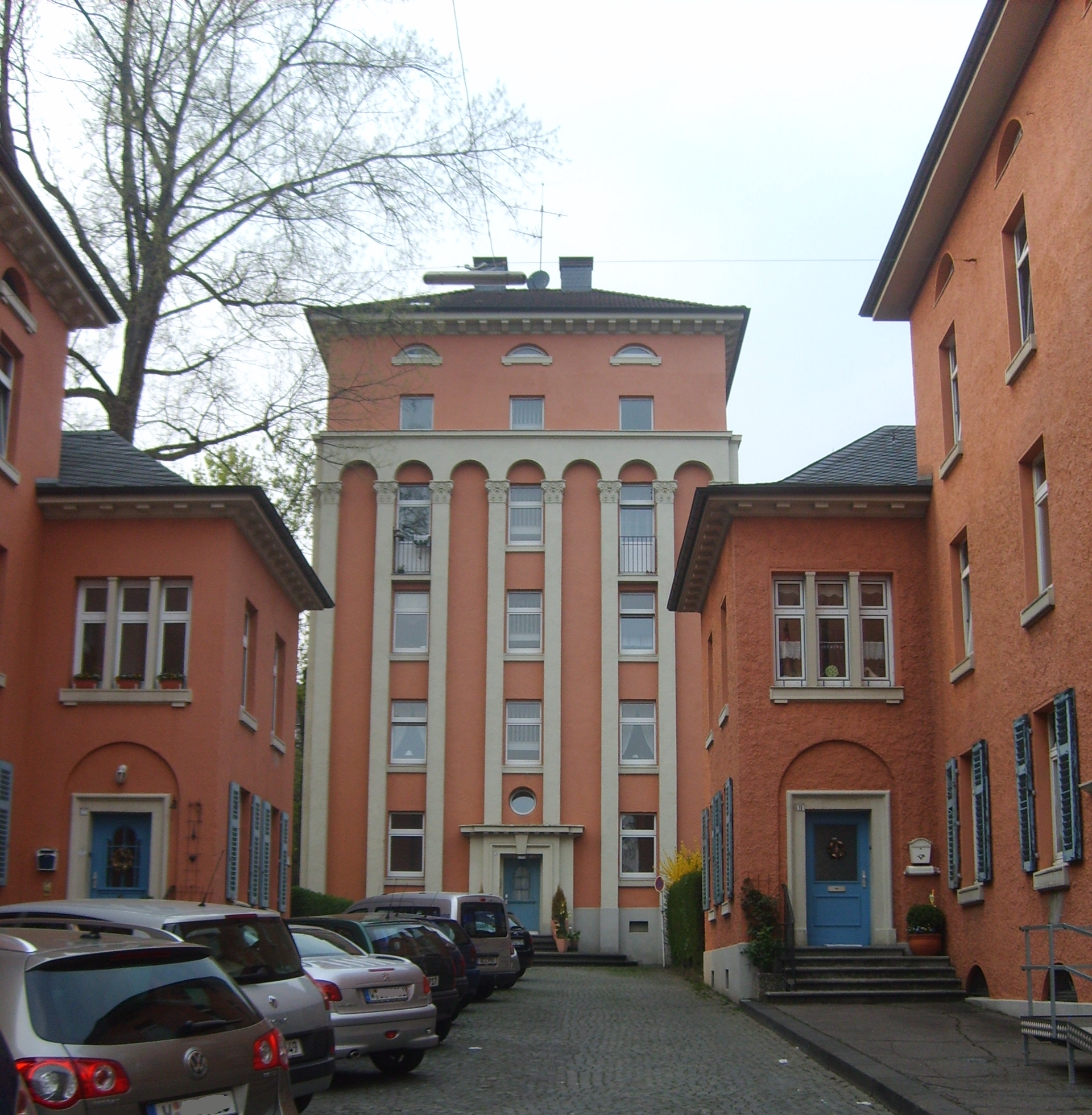
Wohnhof Münzstraße
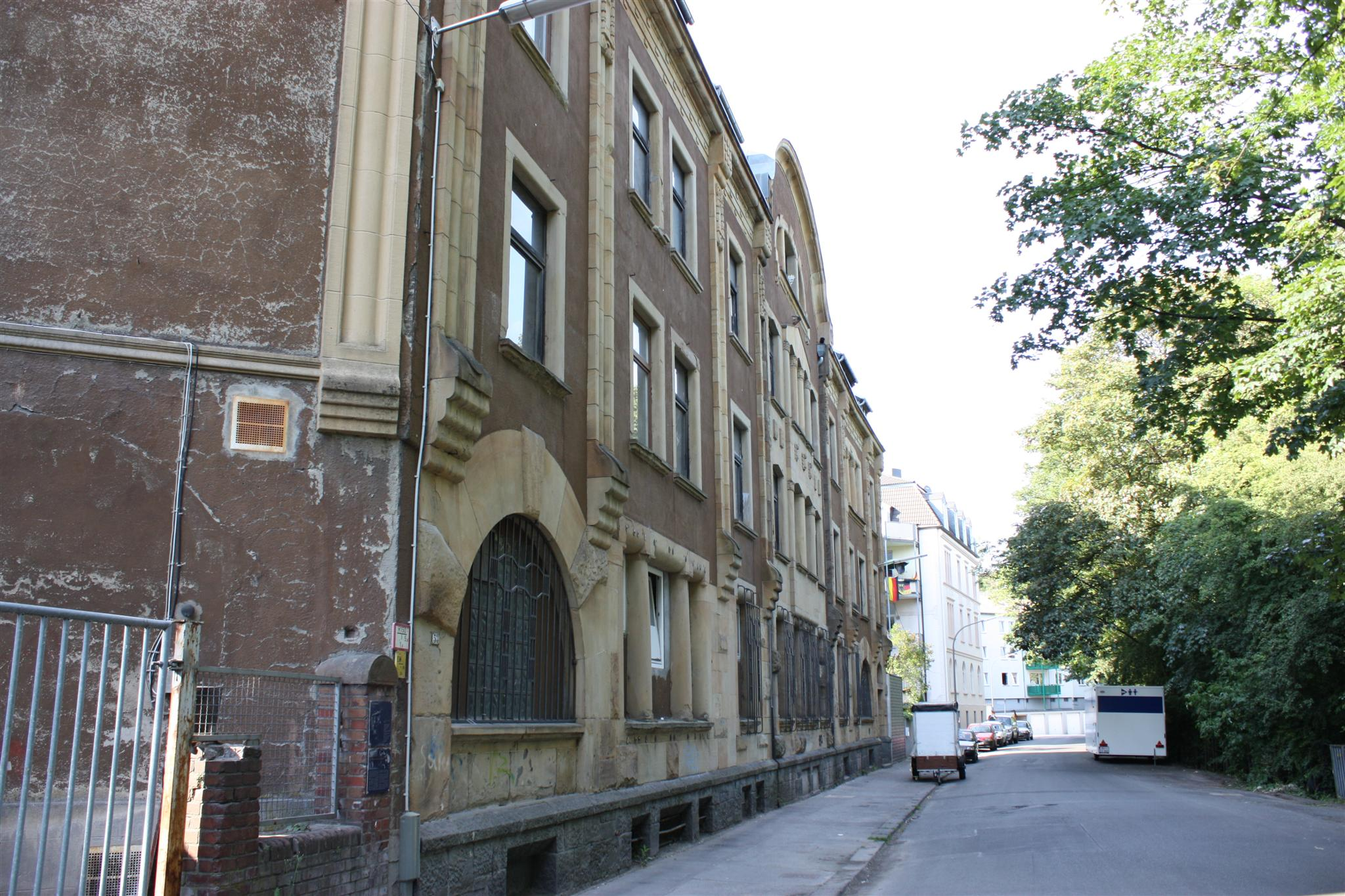
Konsumgenossenschaft Vorwärts
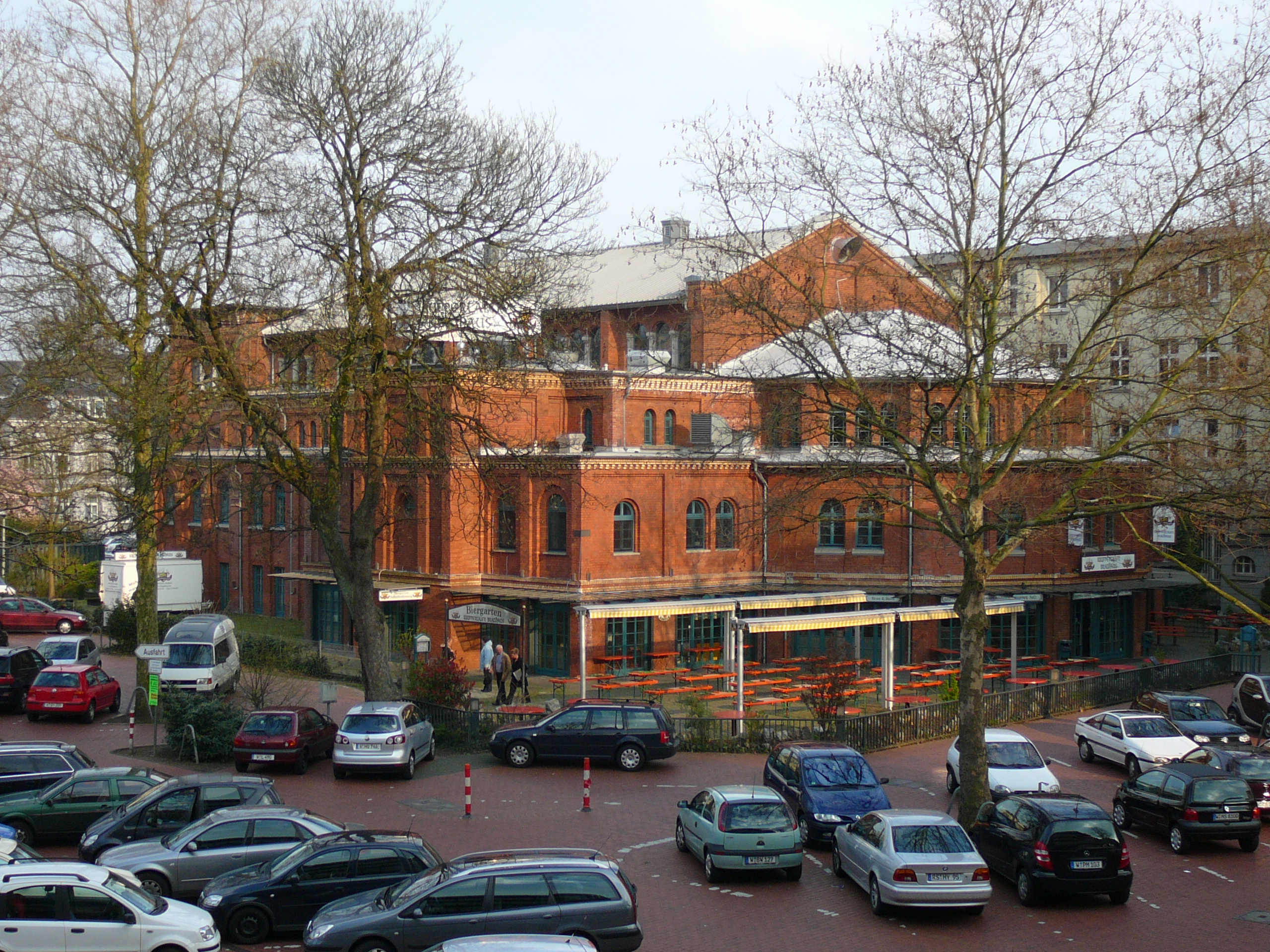
Städtisches Hallen- und Wannenbad